# Ligne 12 du tramway d'Île-de-France
Pour les articles homonymes, voir Tram Express.
La ligne 12 du tramway d'Île-de-France ou T12 (anciennement désignée comme Tram Express Sud, aussi nommée Tram-Train Évry-Massy ou ligne 12 Express) est une ligne de transport ferroviaire francilienne de rocade, rattachée au réseau du tramway d'Île-de-France, d'une longueur de 20,4 kilomètres entre les gares d'Évry-Courcouronnes et de Massy - Palaiseau, toutes deux dans l'Essonne. La ligne croise notamment la ligne B du RER à Massy - Palaiseau, la ligne C du RER à Massy - Palaiseau et Épinay-sur-Orge, la ligne D du RER à Évry-Courcouronnes et la ligne V du Transilien à Massy - Palaiseau, assurant une desserte de zones d'activités et d'emplois, comme le parc d'activités de Massy-Europe et de différentes zones denses d'habitat.
La ligne est mise en service le 10 décembre 2023. Exploitée par Transkeo T12-T13, filiale de Keolis, la ligne est longue de 20,4 kilomètres. Le trajet complet entre Évry-Courcouronnes et Massy s'effectue en 41 minutes. Elle reprend pour partie un ancien tronçon de la ligne C du RER, entre Petit Vaux et Massy - Palaiseau.
Le 22 janvier 2014, le Syndicat des transports d'Île-de-France (STIF) avait publié un plan présentant les mises en service effectuées à l'horizon 2020, dans lequel il attribuait à cette ligne l'appellation « Tram Express Sud ». Initialement prévue en 2020, la mise en service de la ligne avait été reportée à 2022. En 2021, la mise en service avait été finalement repoussée à la fin de l'année 2023.

Plan de la ligne.

## Histoire

### Chronologie
- 22 août 2013 : déclaration d'utilité publique du projet actuel[4] ;
- début 2017 : début des travaux ;
- 9 décembre 2023 : inauguration du T12 ;
- 10 décembre 2023 : mise en service de la ligne avec des fréquences dégradées dans l'attente de la fin du recrutement et de la formation des conducteurs.

### Le projet Tangentielle Sud
La ligne T12 trouve son origine dans le projet de Tangentielle Sud ou Tangentielle Sud-Ouest, qui se proposait de relier par une nouvelle liaison ferrée en banlieue de type RER, la ville de Versailles, voire celle d'Achères dans les Yvelines, à celle de Melun en Seine-et-Marne, en passant par Massy et Évry-Courcouronnes en utilisant des portions de lignes existantes :
- la ligne de la grande ceinture de Paris entre les gares de Versailles-Chantiers et de Petit Vaux à Épinay-sur-Orge ;
- la ligne de Grigny à Corbeil-Essonnes entre les gares de Grigny-Centre et de Corbeil-Essonnes ;
- la ligne de Corbeil-Essonnes à Montereau entre les gares de Corbeil-Essonnes et de Melun.

Le projet comportait plusieurs opérations :
- la modification du plan de voies, ainsi que la création d'un garage, d'un site d'entretien et d'un centre de gestion des opérations à Massy - Palaiseau ;
- la construction d'une ligne entièrement nouvelle de sept kilomètres entre Épinay-sur-Orge et Grigny, essentiellement en tunnel ;
- la création de deux gares nouvelles à Épinay-sur-Orge et à Grigny[5] ;
- la mise en accessibilité de l'ensemble des gares aux personnes à mobilité réduite ;
- le remplacement de la totalité des passages piétons par des ouvrages d'art ;
- la suppression de plusieurs passages à niveau sur les lignes existantes.

Les études ont été présentées en commission de suivi du STIF le 23 septembre 2004.
Inscrit avec un budget de 300 millions d'euros au contrat de plan État-Région 2000-2006, le projet d'un coût global d'environ un milliard d'euros a finalement été abandonné en 2006, compte tenu de son coût considéré comme prohibitif en comparaison de ses retombées attendues. Les crédits attribués ont en conséquence été perdus.

### Le projet actuel

#### La solution du tram-train
Le Syndicat des transports d'Île-de-France (STIF, devenu Île-de-France Mobilités) a alors proposé de son côté une solution moins onéreuse mais remettant en cause toutes les études menées. Sur sa partie essonnienne, le projet s'est transformé en une ligne plus modeste, mais aussi plus viable, reliant Évry à Massy par un tram-train, le confort, la vitesse et le nombre de passagers transportés étant forcément inférieurs au projet initial.
La mise en service de la ligne entraînerait la suppression de la branche du RER C appelée C8, qui relie Juvisy-sur-Orge à Versailles-Chantiers. Le tram-train serait en correspondance avec le RER C au niveau de la gare d'Épinay-sur-Orge à l'est et de la gare de Massy - Palaiseau à l'ouest.
En février 2008, le calendrier prévisionnel était établi comme suit :
- dossier d'objectifs et de caractéristiques principales (DOCP) : février 2008 ;
- concertation : 25 mai au 3 juillet 2009[9] ;
- schéma de principe : début 2010 ;
- premiers travaux : 2015 ;
- début des travaux de construction de la ligne : mars 2017[10] ;
- mise en service initialement prévue en 2020, reportée à 2022[11].

Dans le cadre du plan « Espoir Banlieues » approuvé par le comité interministériel des villes du 20 juin 2008, l'État s'est dit prêt à financer à hauteur de 220 millions d'euros l'accord conclu avec la région Île-de-France pour « soutenir au moins 4 projets spécifiques dont le Tramway T4 vers Clichy-Montfermeil, la tangentielle Nord (renommée T11), le tram-train Massy-Evry (renommée T12) et la liaison RER D/RER B (Barreau de Gonesse) ».
La concertation publique, qui s'est tenue au cours du deuxième trimestre 2009, n'a pas eu un résultat unanime. Le tracé proposé a rencontré des oppositions : l'association Tangentielle 8, par exemple, a clairement manifesté son opposition au projet en raison de l'abandon du lien direct Juvisy – Massy – Versailles. L'association a plutôt proposé une ligne de RER Juvisy – Massy – Versailles débranchée de la ligne C du RER, et, en complément, de créer un tramway entre Savigny et Évry.
Le sort de la section entre Versailles-Chantiers et Massy - Palaiseau, qui fait actuellement partie de la branche C8, pose également des questions. En 2018, cette section doit en principe être conservée dans le schéma du RER C, après son raccordement à la branche C2 du RER C terminant au même endroit (ce tracé est d'ailleurs utilisé par quelques TGV normands intersecteurs chaque semaine).
La mise en service de la ligne, prévue à l'origine pour 2020, fut reportée à 2022 en raison d'un manque en termes de ressources humaines et de nombreux soucis, y compris financiers : la SNCF soutient que le coût prévisionnel de la ligne, soit 553,1 millions d’euros n'est pas suffisant et a demandé plus d'argent.

#### Déclaration d'utilité publique
L'enquête publique de la première phase, soit environ 20 km reliant le pôle multimodal d'Évry-Courcouronnes à la gare de Massy - Palaiseau, se tient du 7 janvier au 11 février 2013 au sein des différentes communes concernées par le tracé,. Le projet a été déclaré d'utilité publique par le préfet de l'Essonne le 22 août 2013,.

#### Chantier

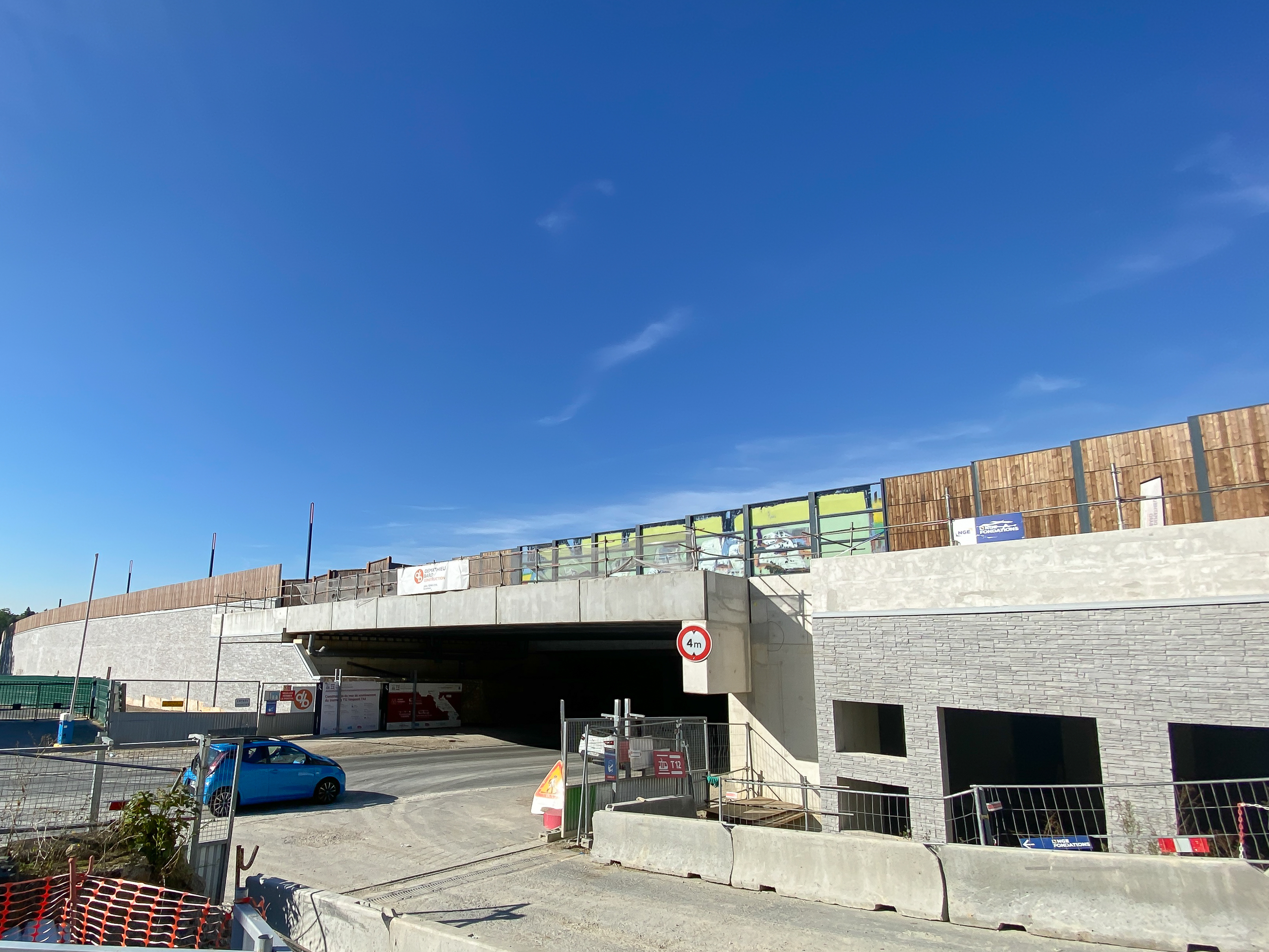
La station Parc du Château en construction en septembre 2021.

Le chantier a débuté début 2017, puis la validation du protocole de financement le 9 mars 2017 par les élus régionaux a garanti la poursuite du projet dans les délais, avec une ouverture prévue en 2020.
Île-de-France Mobilités annonce le 12 février 2019 avoir quasiment terminé la construction de l'atelier-garage de Massy, le chantier ayant démarré deux ans plus tôt, et ayant été attribué à des filiales d'Eiffage.
En septembre 2019, débute le lancement de deux des trois ponts qui franchissent l'A6. Ces ponts ont été construits sur place par des filiales d'Eiffage et de NGE.
En octobre 2019, le marché de la pose des voies nouvelles entre Évry-Courcouronnes et Épinay-sur-Orge est attribué à TSO, filiale de NGE, à Terideal et à Alstom.
Le 5 novembre 2019, François Durovray, président du conseil départemental de l'Essonne, confirme que deux des trois franchissements de l'autoroute A6, à Grigny et à Ris-Orangis, ont été posés en septembre et en octobre 2019. Le troisième doit être mis en place au niveau d'Évry-Courcouronnes au printemps 2020.
Pour permettre l'arrêt des rames du tramway dans les gares existantes (Petit Vaux, Gravigny-Balizy, Chilly-Mazarin et Longjumeau), les quais et les voies de celles-ci ont été réaménagés au cours de l'été 2020. Les travaux ont consisté notamment à diminuer la hauteur des quais afin que le marchepied des rames et les quais soient à la même hauteur. Un souterrain et des ascenseurs sont construits dans les gares existantes pour les rendre accessibles aux personnes à mobilité réduite. Le mobilier propre à la ligne a été installé au cours de l'été 2023.

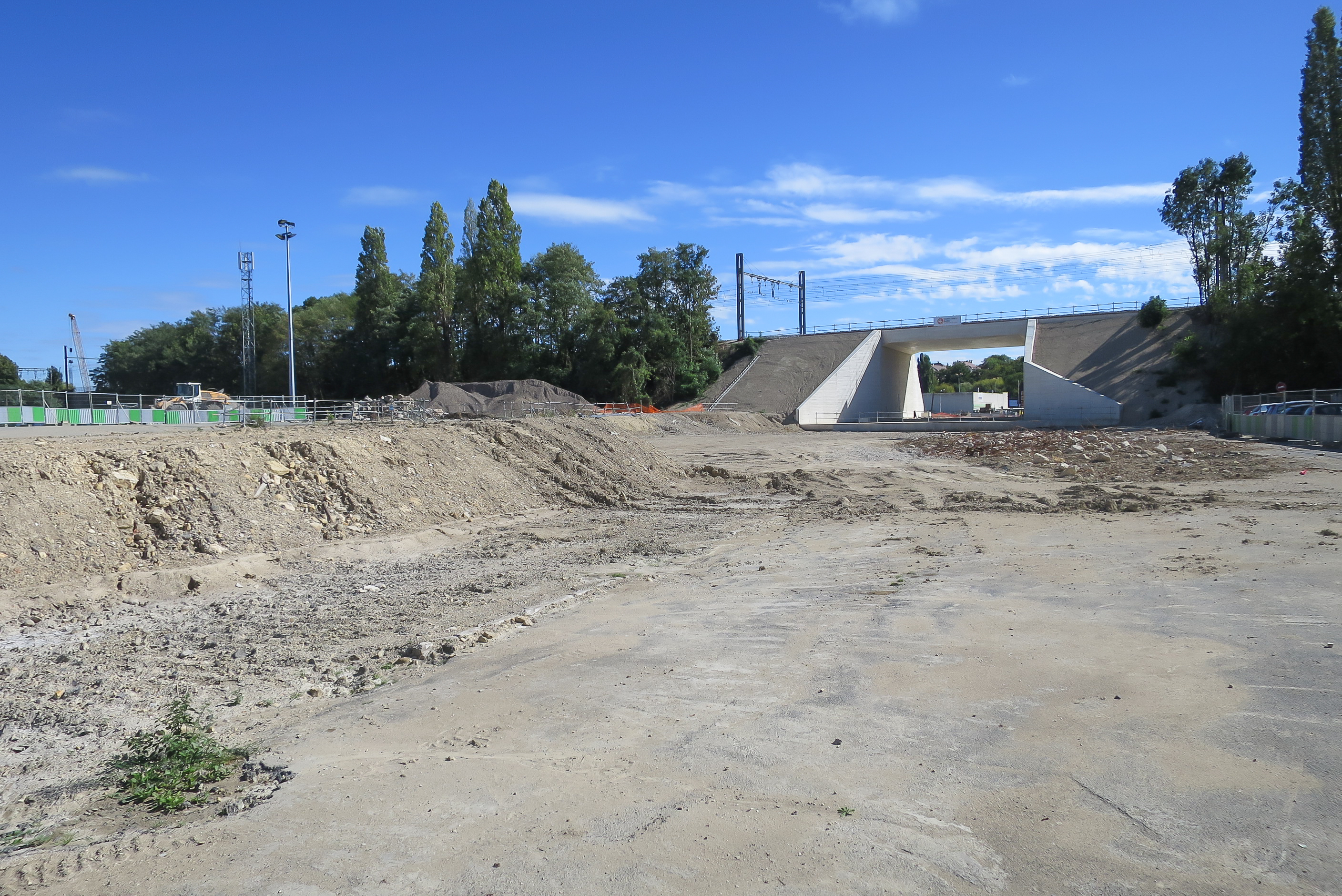
Le site de la station d'Épinay-sur-Orge en construction en septembre 2020.
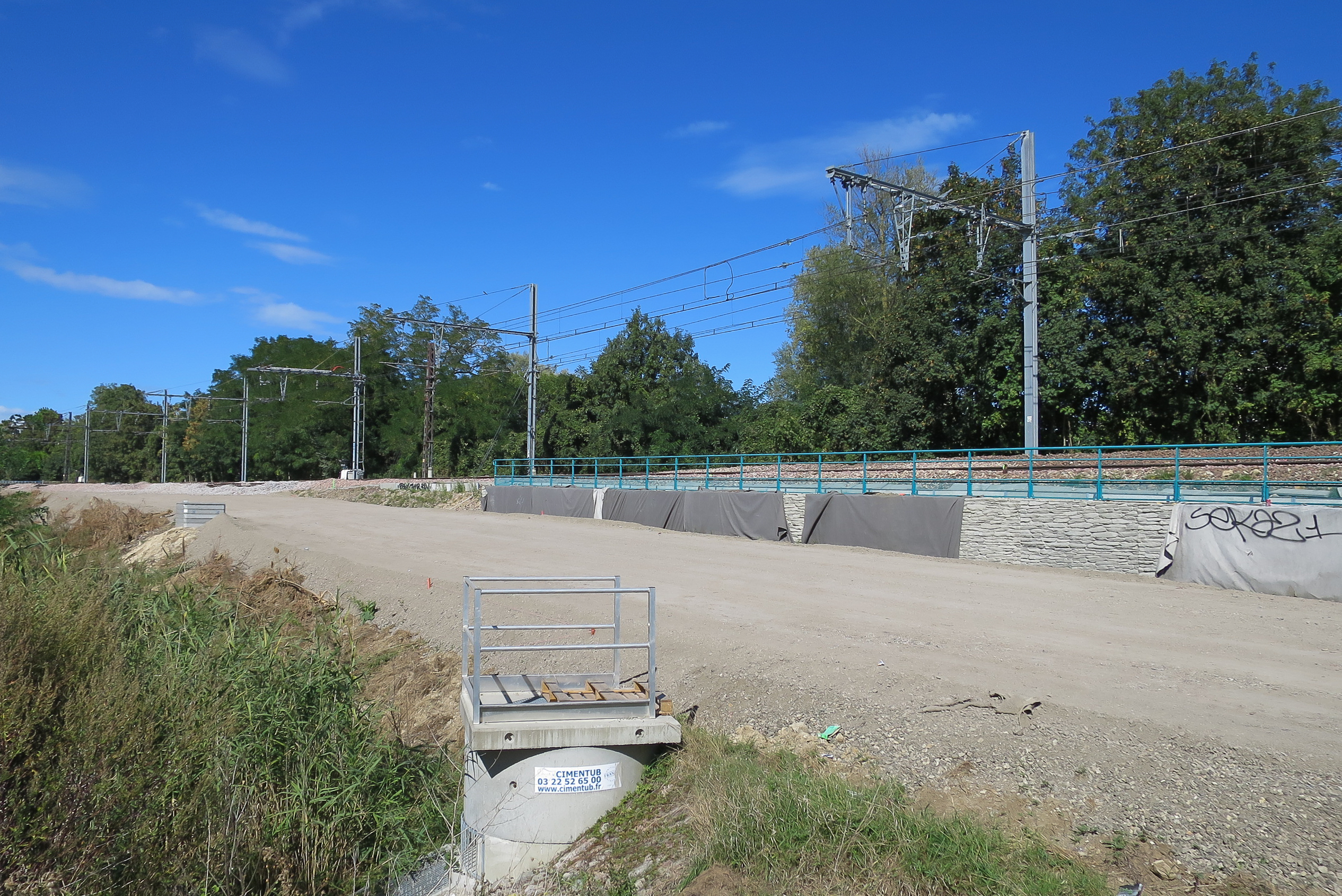
Travaux préparatoires pour le raccordement de la ligne de tramway à la ligne de la Grande Ceinture à Épinay-sur-Orge en septembre 2020.
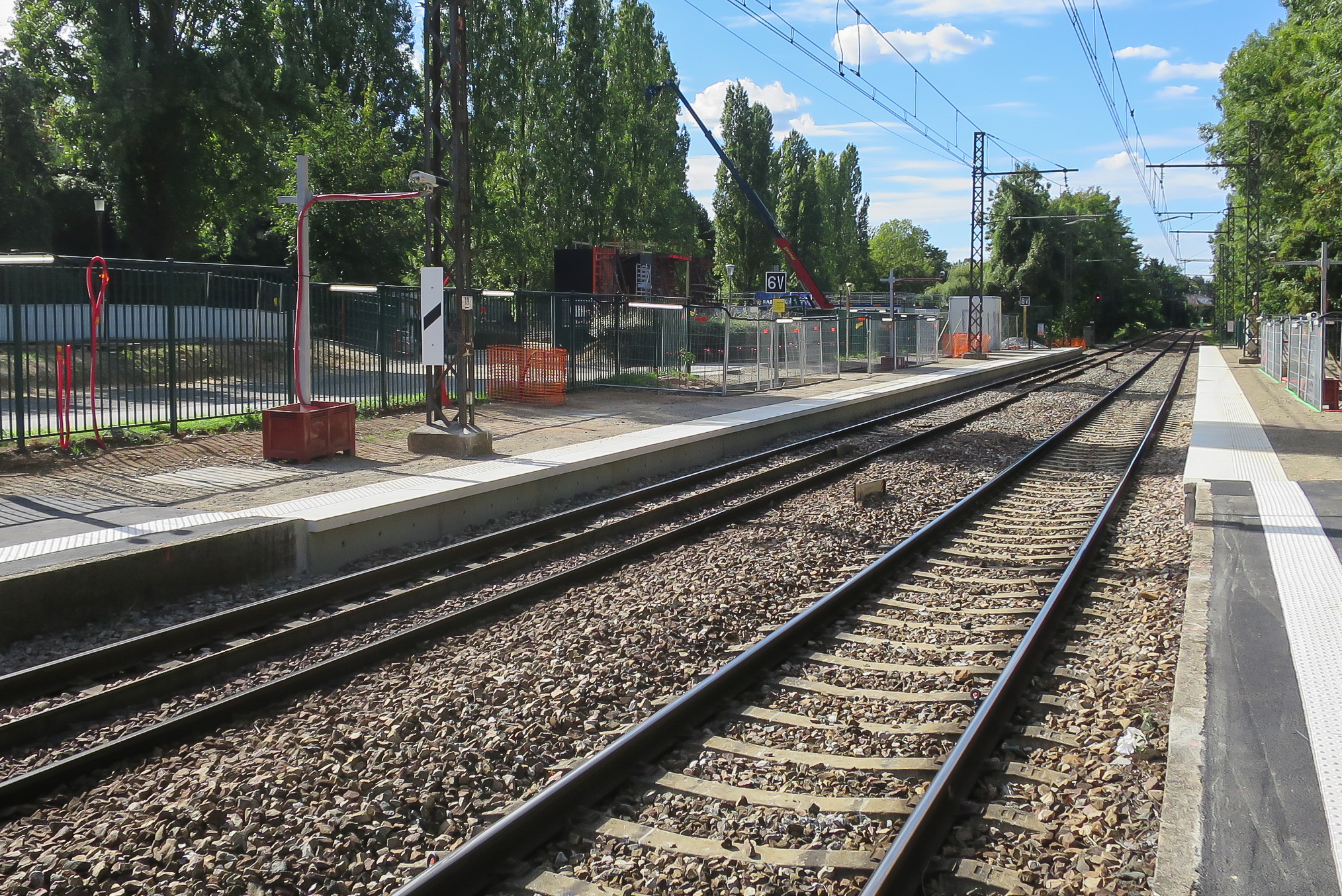
Aménagement des quais de la gare de Petit Vaux.

Le raccordement de la partie urbaine de la ligne à sa partie ferrée, en amont de la gare de Petit Vaux, a été réalisé à la fin du mois de février 2023. 
Sur la portion urbaine, la station Parc du Château a été créée à Morsang-sur-Orge. Il s'agit d'une station aérienne en partie construite sur un pont au-dessus de la RD 77, à six mètres de hauteur au-dessus de la chaussée.

### Essais, inauguration et mise en service

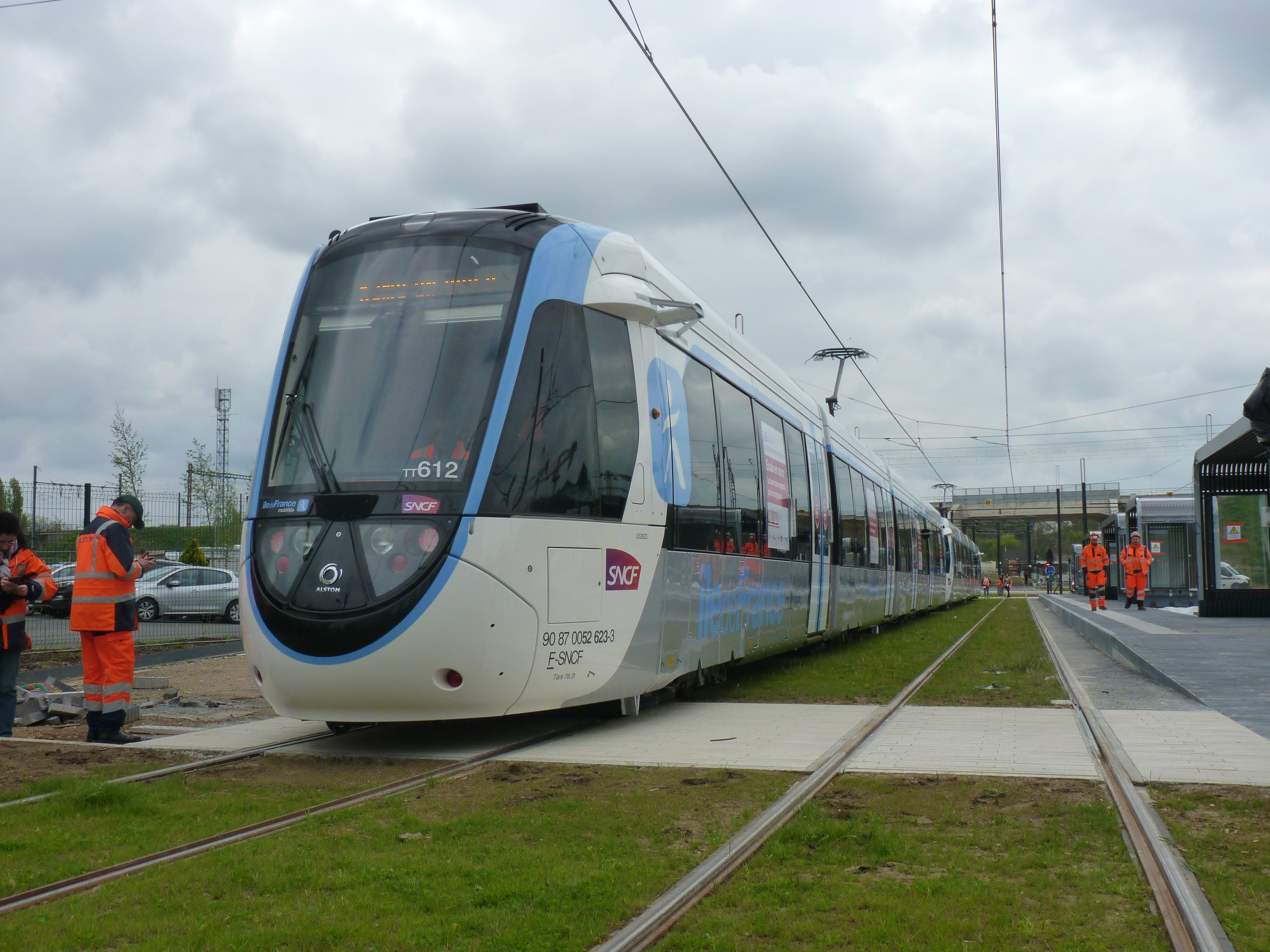
Essais d'une rame en zone urbaine à la station Épinay-sur-Orge en avril 2023.

En janvier 2023, les essais débutèrent sur la partie ferroviaire. Après la mise sous tension de la ligne aérienne de contact en février 2023, les essais débutèrent ensuite sur la partie urbaine en avril de la même année,,.
Comme pour toute ligne nouvelle, les essais se sont déroulés en trois étapes, :
- Les essais statiques : avant mise en mouvement, vérification de la conformité du tram-train avec test de ces systèmes (freins, électricité, portes, sièges...) et de la conformité des infrastructures (rails, ouvrages d’art, signalisation, aiguillages) ;
- Les essais dynamiques : objectif de validation de la circulation des rames et du bon fonctionnement des équipements au passage du tram-train (système de freinage, fonctionnement de la signalisation...) en toute sécurité et confort : ces essais ont été progressives avec une première phase de circulation à faible vitesse et uniquement sur certaines parties de la ligne puis une montée en vitesse progressive ;
- La marche à blanc : après les deux premières phases, répétition générale avant la mise en service commerciale : toutes les rames sont mises en conditions de circulation réelles, avec également les tests des situations perturbées pour anticiper toutes les situations, en s’arrêtant à chaque station, mais toujours sans voyageurs à bord. Les formations des conducteurs se déroulent. Cette ultime phase avait débuté le 11 septembre 2023.

Au terme de la marche à blanc, l'inauguration a eu lieu le samedi 9 décembre 2023 et la mise en service officielle le lendemain, jour d'entrée en vigueur du nouveau service annuel 2024. La mise en service de la ligne se fait en mode dégradé avec des fréquences réduites en raison du manque de conducteurs : un tiers des effectifs manque. De plus, les ascenseurs dans la plupart des stations ne sont pas encore opérationnels. Cette mise en service chaotique suscite un fort mécontentement des usagers
.
L'année 2024 aura été marquée par de nombreux problèmes de ponctualité, avec une ponctualité annuelle de 79% (celle-ci tombant même à 68,30% au mois d'octobre). En effet, de nombreux trains supprimés, retards et incidents techniques expliquent entre autres les raisons de cette ponctualité problématique en cette première année mouvementée.

## Tracé et stations

### Infrastructure
Elle emprunte les infrastructures de la ligne de Grande Ceinture entre les gares de Massy - Palaiseau et de Petit Vaux, remplaçant une partie des missions auparavant effectuées par le RER C. Elle quitte alors la voie ferrée entre les gares de Petit Vaux et de Savigny-sur-Orge pour passer en mode tramway sur le talus de l'A6 entre Savigny-sur-Orge et Viry-Châtillon, puis sur voirie jusqu'à Évry-Courcouronnes,. La ligne, d'une longueur totale de 20,4 kilomètres, utilise sur 10 kilomètres la ligne de Grande Ceinture. La section sur la voirie entre les gares de Petit Vaux et d'Évry-Courcouronnes, d'une longueur de 10,4 km et dont la construction s'est achevée en janvier 2023, franchit trois fois l'autoroute A6, ce qui a nécessité la construction de trois nouveaux ponts au-dessus d'elle.
La ligne est électrifiée en 1500 V continu sur l'ensemble de son parcours y compris sur le tronçon en mode tramway et faisant donc exception au 750 V continu habituellement présent sur les réseaux de tramways, particularité qui n'est partagée en France qu'avec le court tronçon urbain du tramway du Mont-Blanc,,. En revanche, le matériel roulant est techniquement apte à rouler sous 750 V.
La ligne a la particularité que son sens de circulation n'est pas identique tout le long du tracé. Les rames circulent sur la voie de gauche dans la partie ferroviaire de la ligne, ainsi qu'à la station Épinay-sur-Orge, et sur la voie de droite sur la partie proprement tramway de la ligne 12. Entre les arrêts Épinay-sur-Orge et Parc du Château, il y a une section en voie unique où les rames circulent en alternat. C'est ainsi que les rames changent de sens de circulation à chaque extrémité de cette section de voie unique.

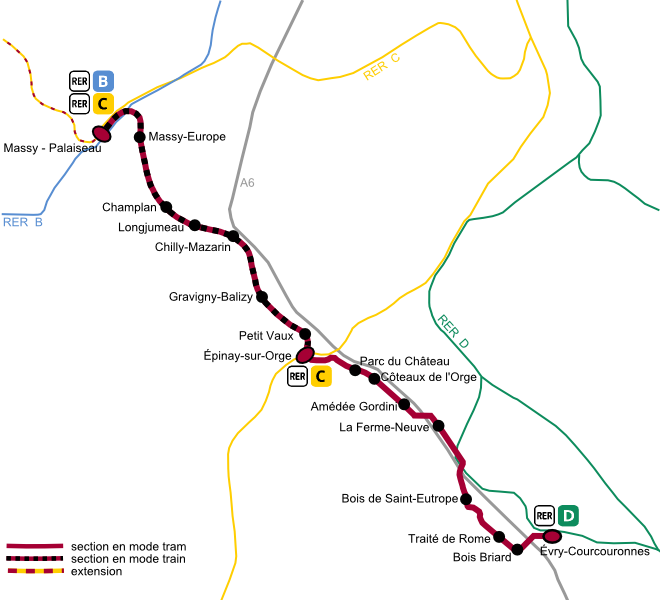
Tracé de la ligne T12.

### Ouvrages d'art

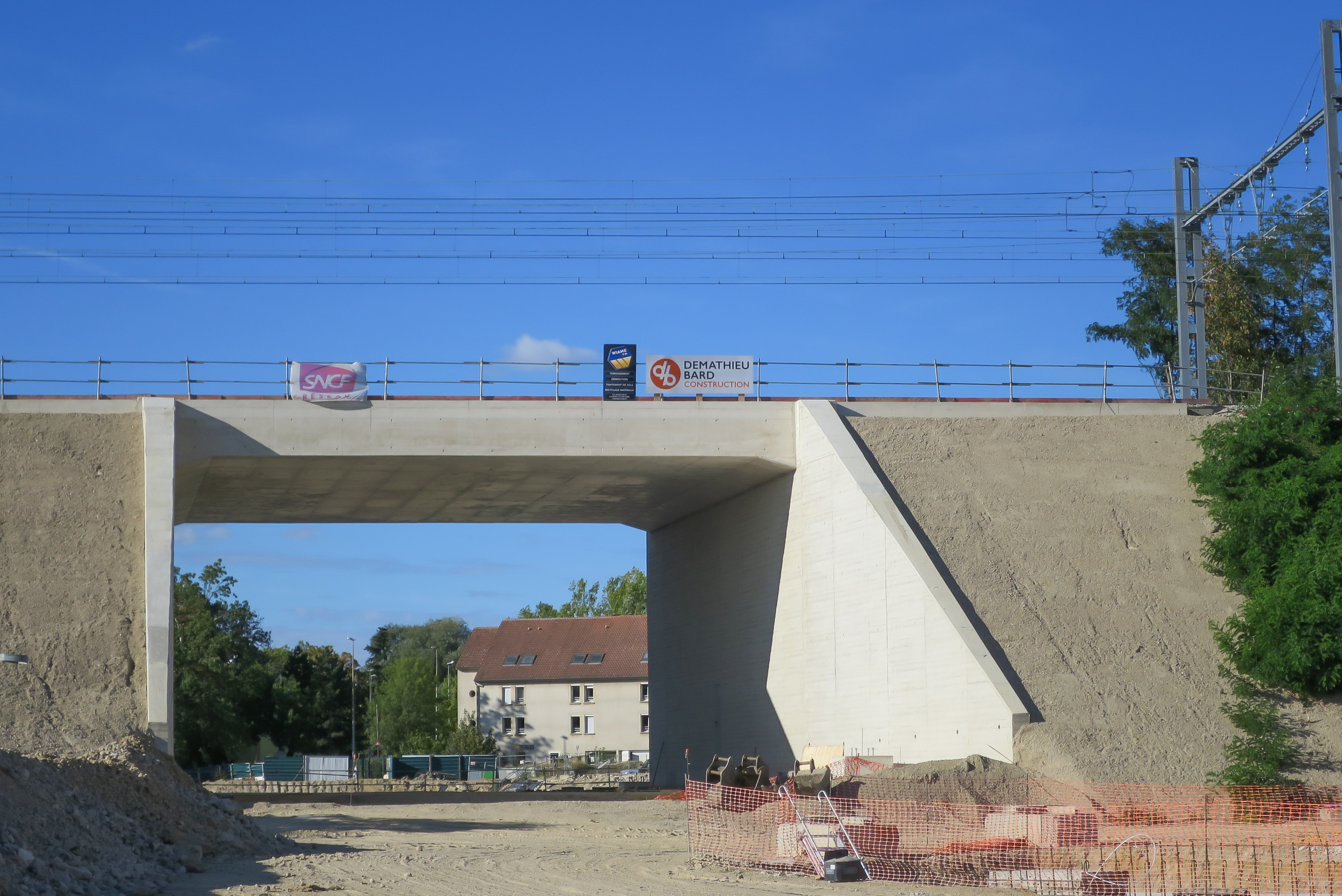
Pont ferroviaire au-dessus de la ligne 12 du tramway d'Île-de-France à Épinay-sur-Orge.

La construction de la partie tram de la ligne nécessite la réalisation de plusieurs ouvrages d'art, notamment plusieurs ponts au-dessus des voiries existantes pour permettre à la ligne de les franchir :
- trois ponts ferroviaires au-dessus de l'autoroute A6, à Évry-Courcouronnes, Ris-Orangis et Grigny[47] ;
- un pont ferroviaire au-dessus de la RD 77 à Morsang-sur-Orge[48] ;
- un pont ferroviaire au-dessus de la RD 257 et de l'Yvette à Épinay-sur-Orge ;
- un pont routier au-dessus de l'Yvette à Épinay-sur-Orge pour l'accès routier à la station Épinay-sur-Orge et à sa gare routière[49] ;

ainsi qu'un pont ferroviaire permettant à la ligne T12 de passer, à Épinay-sur-Orge, sous les voies de la ligne de Paris-Austerlitz à Bordeaux-Saint-Jean, à l'est de la gare d'Épinay-sur-Orge.

Les ponts de la ligne au-dessus de l'autoroute A6
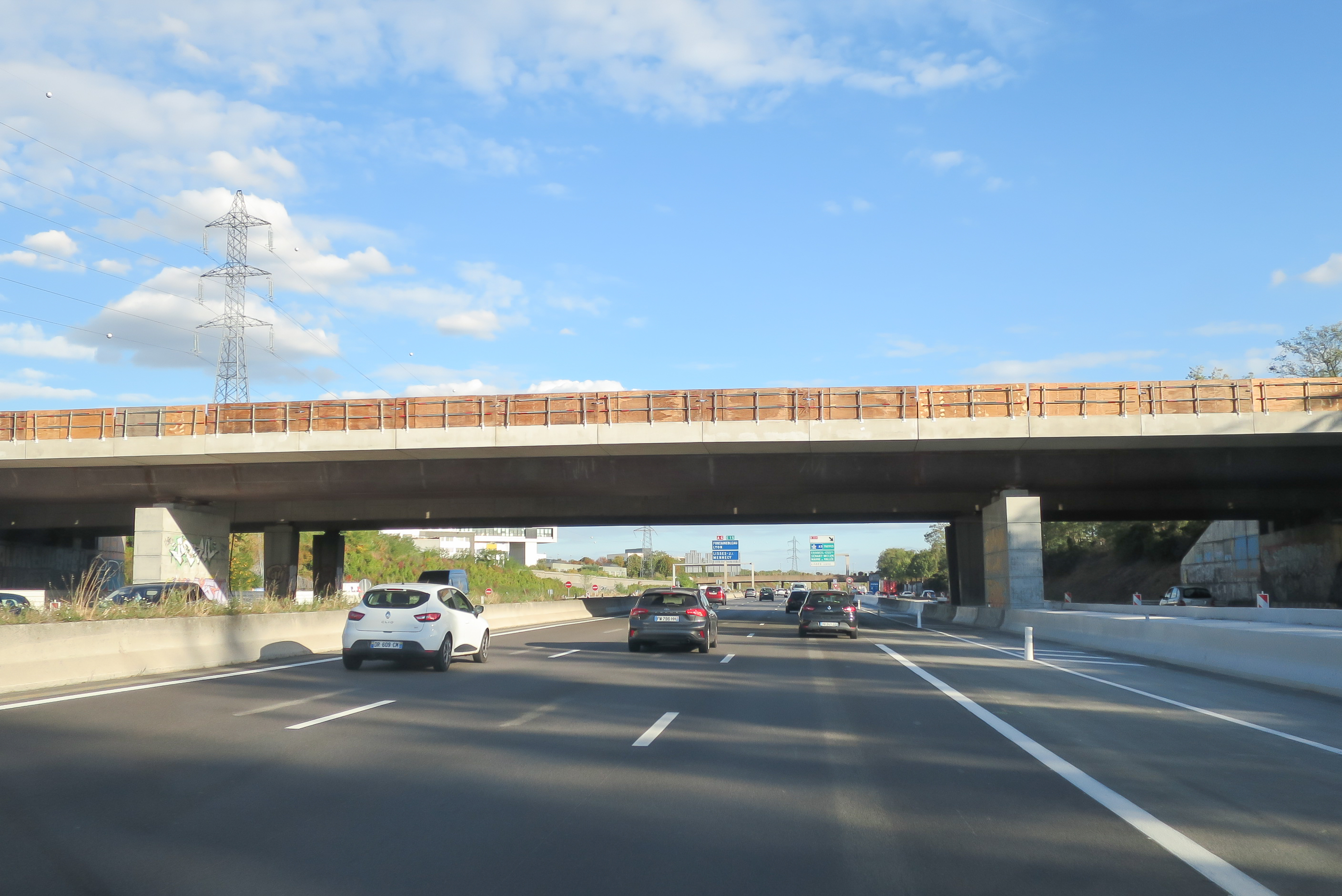
Le pont au-dessus de l'A6 à Évry-Courcouronnes en septembre 2020.
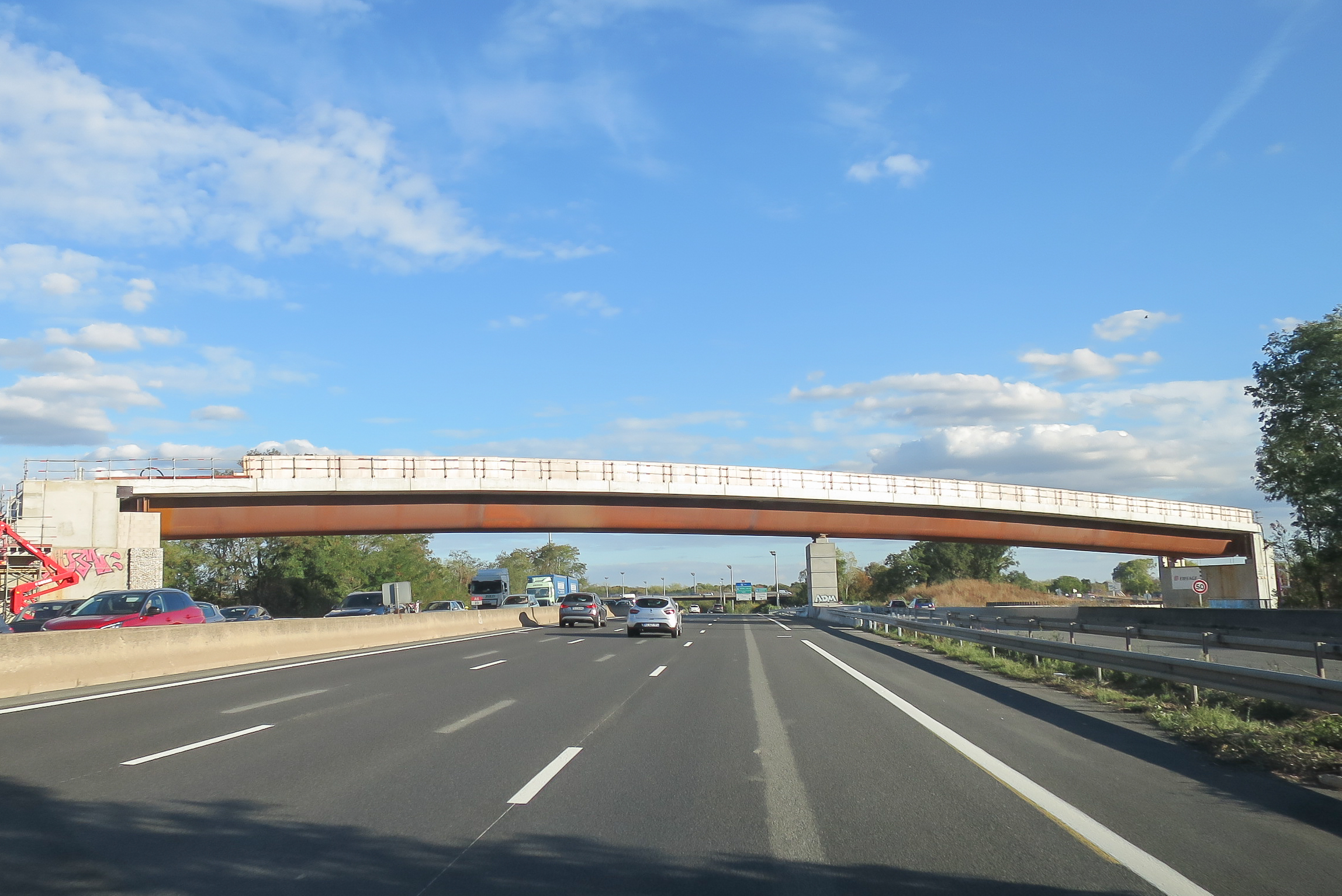
Le pont au-dessus de l'A6 à Ris-Orangis en septembre 2020.
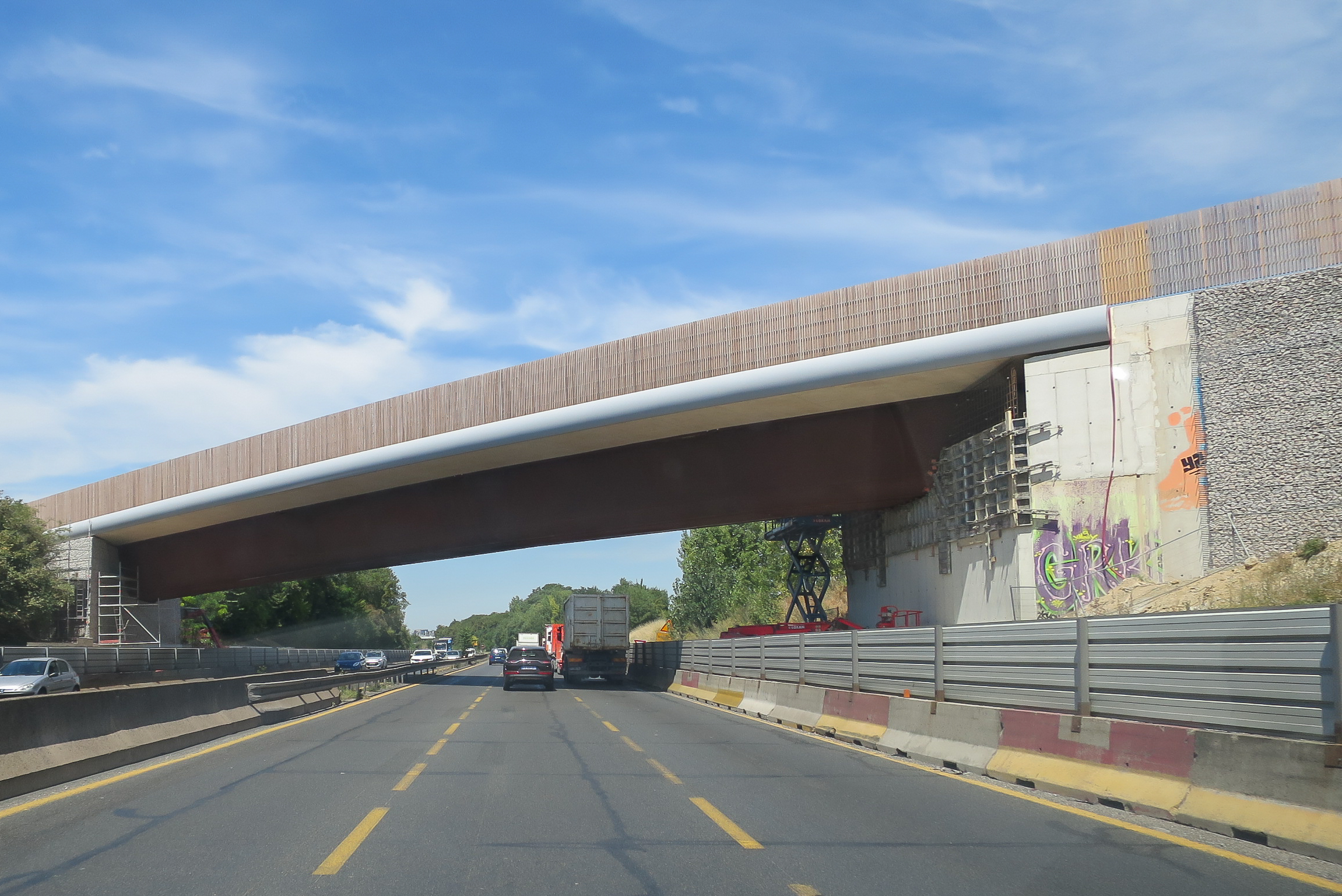
Le pont au-dessus de l'A6 à Grigny en juillet 2020.

### Liste des stations

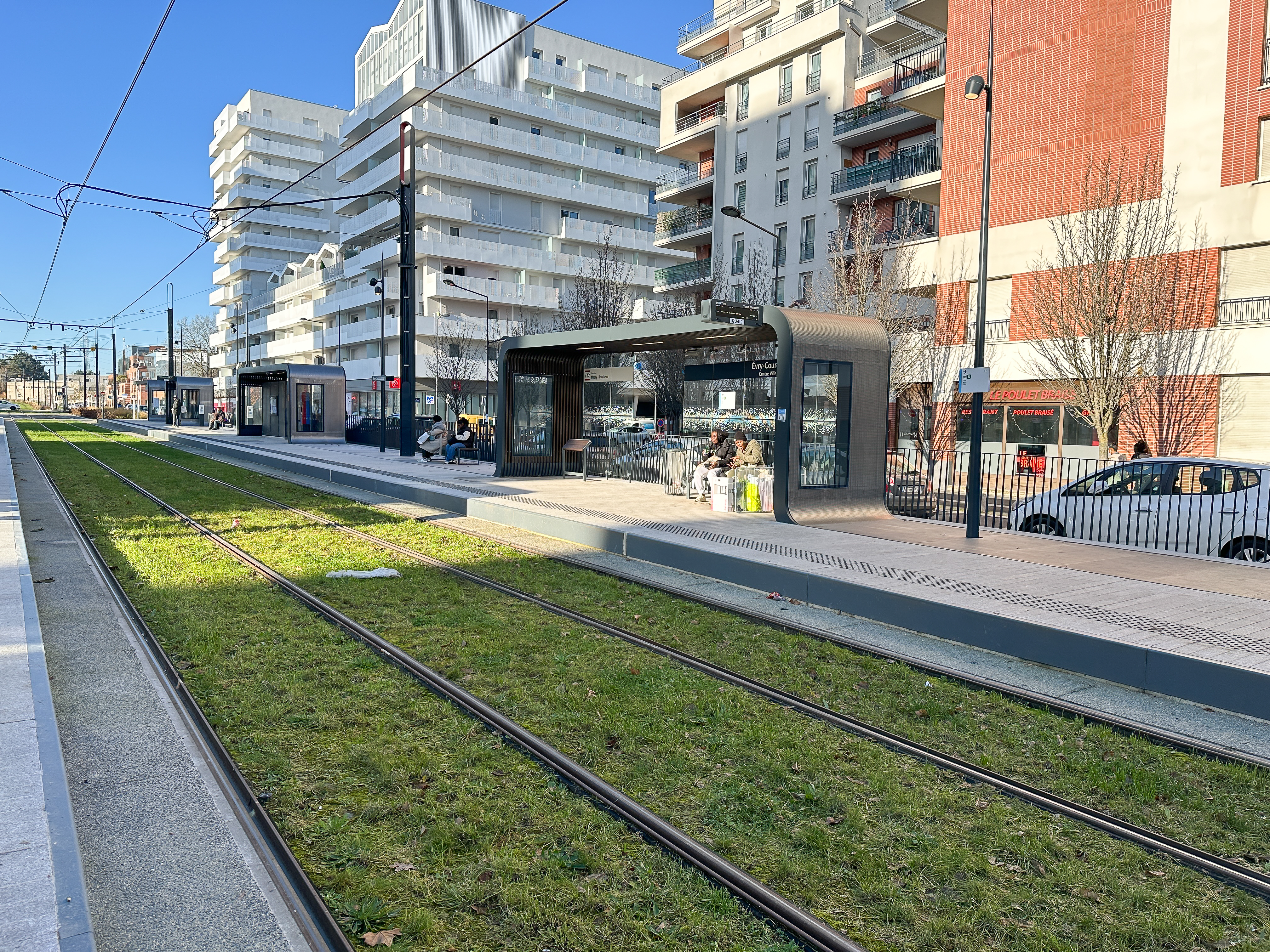
La station Évry-Courcouronnes.

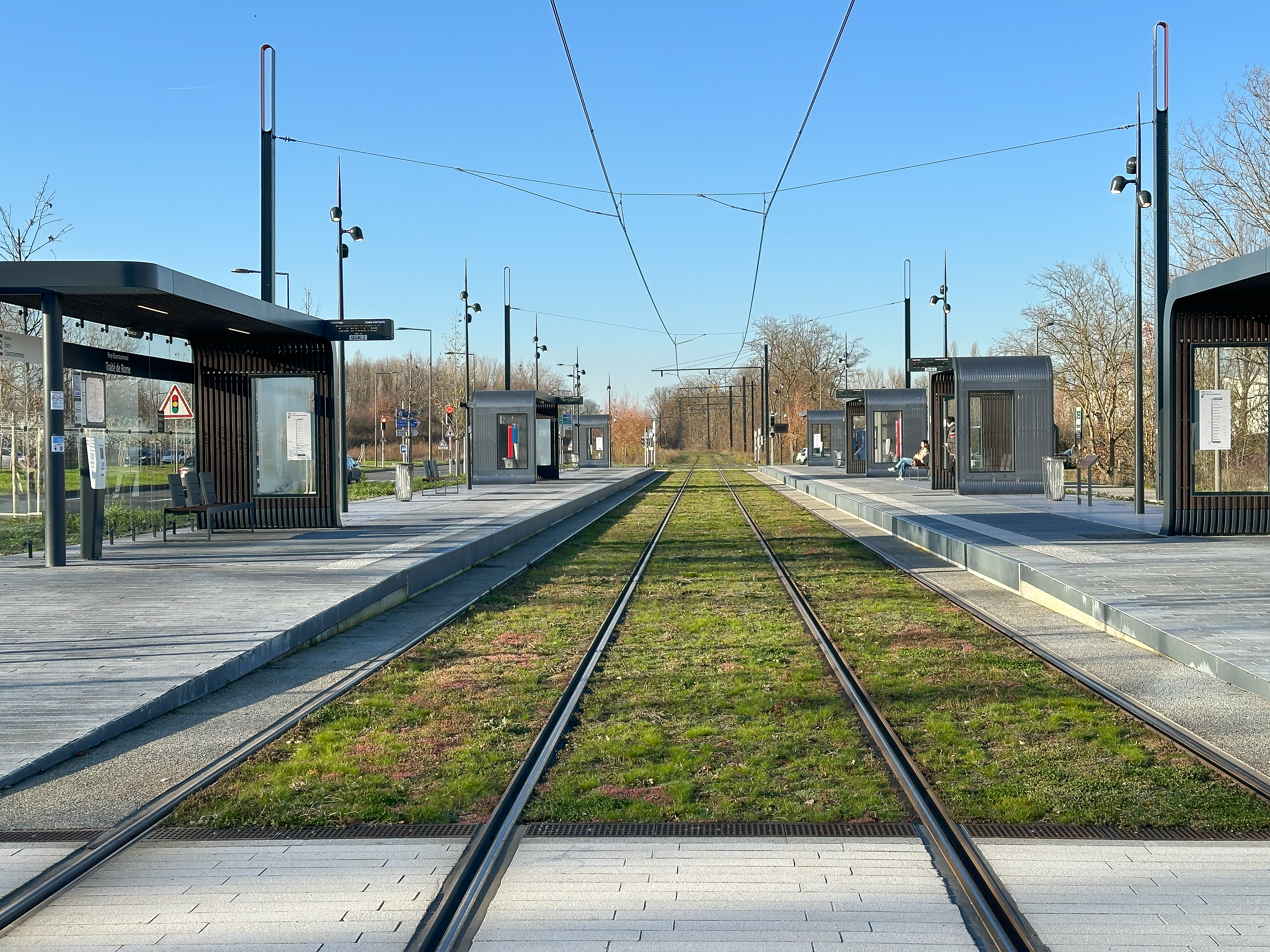
La station Traité de Rome.

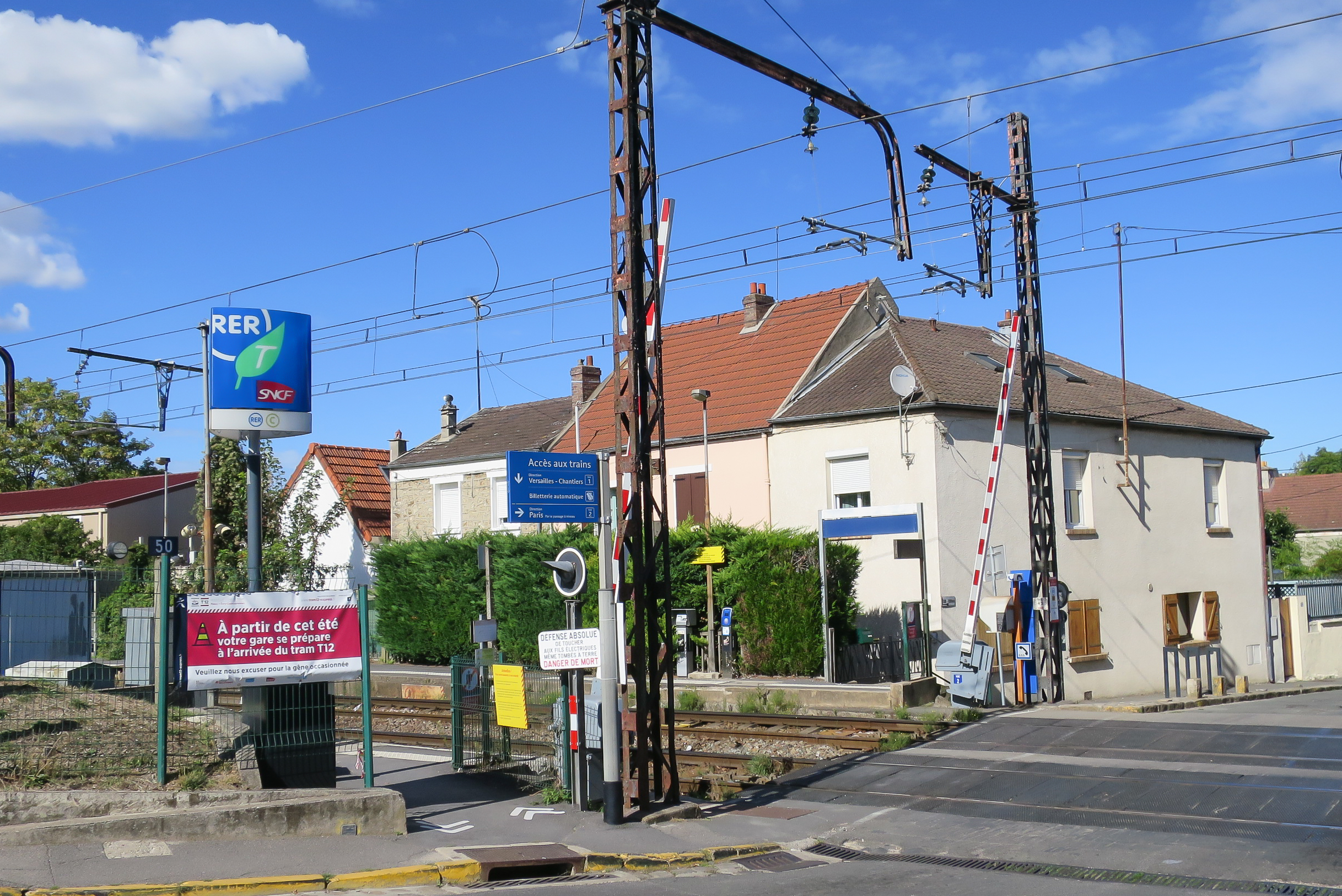
La gare de Petit Vaux accueille le T12 en remplacement de la branche C8 du RER C.

La ligne T12 dessert au total seize gares et stations, dont onze nouvelles, permettant en mode train la desserte des communes de Massy, Champlan, Longjumeau, Chilly-Mazarin et Épinay-sur-Orge. Ensuite, en mode tramway, elle dessert les communes de Morsang-sur-Orge, Viry-Châtillon, Grigny, Ris-Orangis et Évry-Courcouronnes.
|  |   |  | Station                                      | Lat/Long                    | Zone | Communes                         | Correspondances                 |
|  | - |  | -------------------------------------------- | --------------------------- | ---- | -------------------------------- | ------------------------------- |
|  | ■ |  | Évry-Courcouronnes Centre Ville - Université | 48° 37′ 33″ N, 2° 25′ 42″ E | 5    | Évry-Courcouronnes               | (RER) · (D)                     |
|  | • |  | Bois Briard                                  | 48° 37′ 19″ N, 2° 24′ 57″ E | 5    | Évry-Courcouronnes               |                                 |
|  | • |  | Traité de Rome                               | 48° 37′ 30″ N, 2° 24′ 27″ E | 5    | Évry-Courcouronnes               |                                 |
|  | • |  | Bois de Saint-Eutrope                        | 48° 38′ 01″ N, 2° 23′ 43″ E | 5    | Ris-Orangis                      |                                 |
|  | • |  | Ferme Neuve                                  | 48° 39′ 08″ N, 2° 23′ 00″ E | 5    | Grigny                           |                                 |
|  | • |  | Amédée Gordini                               | 48° 39′ 32″ N, 2° 22′ 24″ E | 5    | Viry-Châtillon, Grigny           |                                 |
|  | • |  | Coteaux de l'Orge                            | 48° 39′ 56″ N, 2° 21′ 43″ E | 5    | Viry-Châtillon, Morsang-sur-Orge |                                 |
|  | • |  | Parc du Château                              | 48° 40′ 05″ N, 2° 21′ 18″ E | 5    | Morsang-sur-Orge                 |                                 |
|  | • |  | Épinay-sur-Orge                              | 48° 40′ 14″ N, 2° 20′ 07″ E | 4    | Épinay-sur-Orge                  | (RER) · (C)                     |
|  | • |  | Petit Vaux                                   | 48° 40′ 34″ N, 2° 20′ 00″ E | 4    | Épinay-sur-Orge                  |                                 |
|  | • |  | Gravigny-Balizy                              | 48° 41′ 06″ N, 2° 19′ 04″ E | 4    | Longjumeau                       |                                 |
|  | • |  | Chilly-Mazarin                               | 48° 42′ 02″ N, 2° 18′ 26″ E | 4    | Chilly-Mazarin                   |                                 |
|  | • |  | Longjumeau                                   | 48° 42′ 08″ N, 2° 17′ 40″ E | 4    | Longjumeau, Champlan             |                                 |
|  | • |  | Champlan                                     | 48° 42′ 29″ N, 2° 16′ 50″ E | 4    | Champlan                         |                                 |
|  | • |  | Massy-Europe                                 | 48° 43′ 17″ N, 2° 16′ 24″ E | 4    | Massy                            |                                 |
|  | ■ |  | Massy - Palaiseau                            | 48° 43′ 27″ N, 2° 15′ 34″ E | 4    | Massy                            | Grandes lignes (dont Massy TGV) |

(Les stations ou les gares en gras servent de départ ou de terminus à certaines missions)

## Exploitation

### Généralités

Logo de la ligne 12 du tramway pour Île-de-France Mobilités.

La ligne T12 est une ligne de tram-trains, exploitée par Transkeo T12-T13, qui fonctionne de 5 h à 23 h 30, à terme, à l'aide de vingt-trois véhicules de type Citadis Dualis, circulant généralement par deux en unités doubles.
La fréquence proposée est en décembre 2023 d'un tram-train toutes les douze minutes en heures de pointe et toutes les demi-heures aux heures creuses à toutes les quarante minutes le dimanche matin. Ceci jusqu'au printemps 2024, où les fréquences nominales seront appliquées à savoir un tram-train toutes les dix minutes aux heures de pointe et tous les quarts d'heure aux heures creuses. Le trajet Évry – Massy est effectué en 40 minutes.
Le 18 juin 2024, Île-de-France Mobilités a désigné RATP Cap Île-de-France, via sa filiale RATP Cap Arc Sud et Ouest comme l'exploitant des lignes T12 et T13 à compter de décembre 2025 dans le cadre de l'ouverture à la concurrence des transports en commun en Île-de-France.

### Matériel roulant

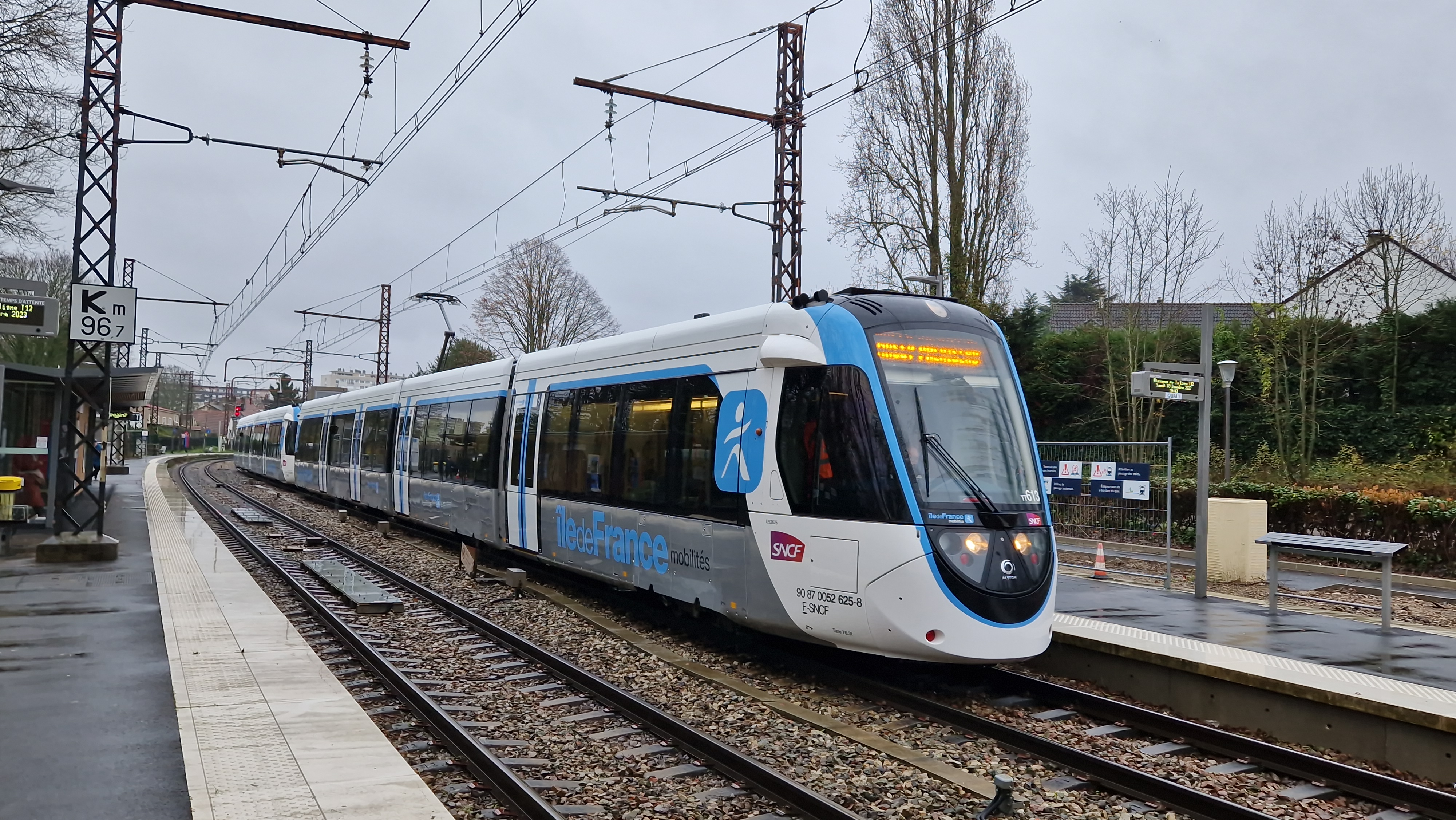
Une rame U 52600 en gare de Petit Vaux.

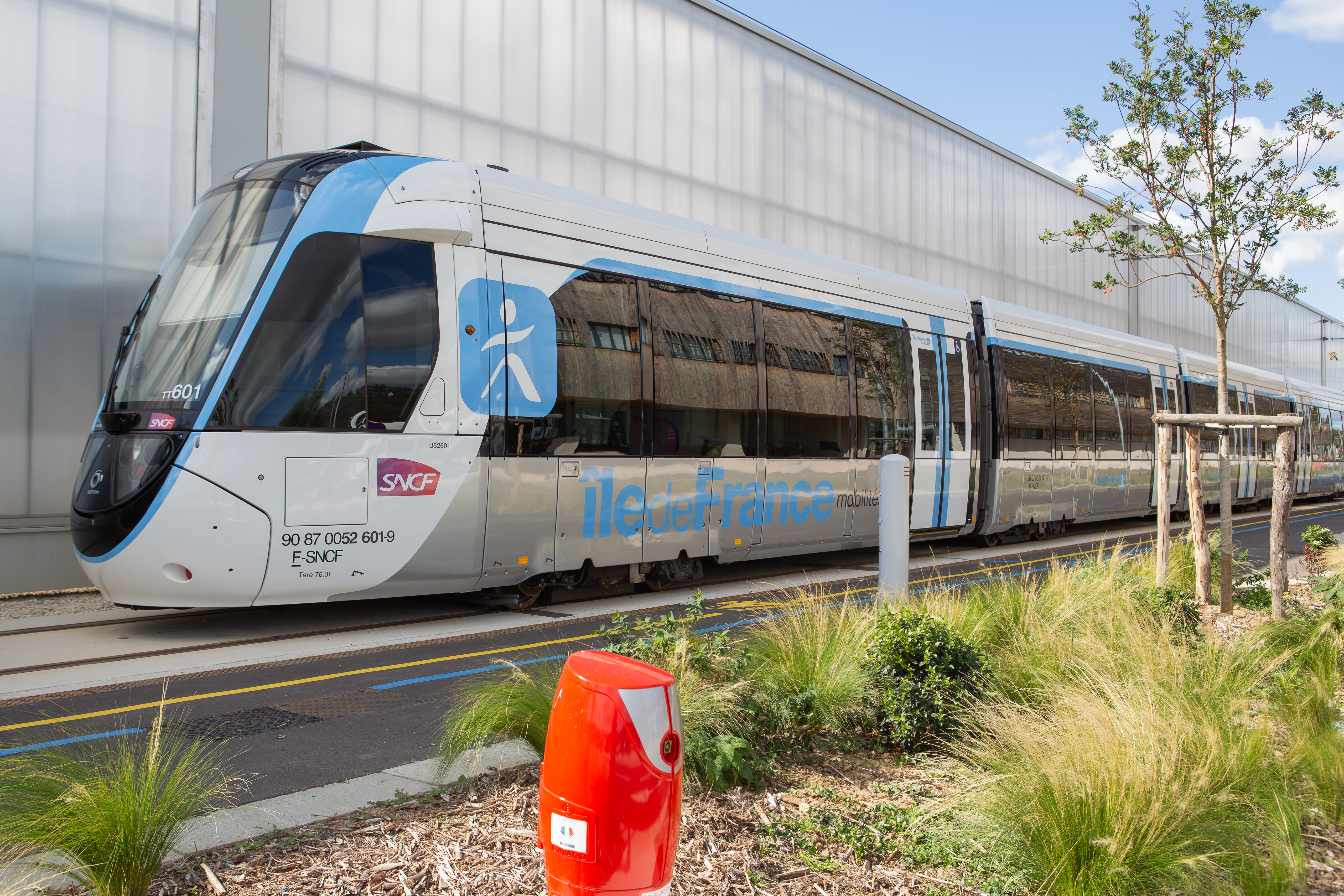
Une rame U 52600 de la ligne T12 dans l'atelier-garage de Massy-Palaiseau.

La ligne T12 est exploitée à l'aide de tram-trains U 52600 de type Citadis Dualis, toujours en cours de livraison en décembre 2023. Elles seront à terme au nombre de vingt-trois. Les premières rames l'avaient été à partir de l'été 2021. En septembre 2022, une douzaine de rames étaient déjà arrivées dans l'atelier-garage de Massy-Palaiseau.
Le Citadis Dualis, version tram-train du Citadis, est un matériel électrique de 2,65 m de largeur et 42 m de longueur, avec une charge à l'essieu de 11,5 tonnes, une vitesse maximale de 100 km/h. Il est capable de fortes accélérations et peut gravir des rampes de 65 ‰. Totalement accessible aux personnes à mobilité réduite ou en fauteuils roulants, il est doté d'un plancher plat à 38 cm de hauteur, et peut transporter 250 voyageurs. Le matériel a été doté d'un système de climatisation, d'un espace réservé aux personnes à mobilité réduite, d'un système de vidéosurveillance, de 72 prises USB ainsi que d'un système d’annonce visuelle et sonore des stations desservies, et d’un affichage lumineux sur le plan de ligne,.
Les rames U 52600 de la ligne T12 peuvent circuler en unités doubles sur la ligne (soit 84 mètres de long), permettant à ce titre, à l'ensemble, de pouvoir transporter 500 voyageurs dont 190 assises.
Bien qu'exploitées par Transkeo T12-T13, entreprise co-détenue par Keolis et SNCF Voyageurs, seuls les logos d'Île-de-France Mobilités, autorité organisatrice des transports, et de SNCF, également actionnaire majoritaire de Keolis, figurent sur la livrée des rames.
La vitesse commerciale des rames est en moyenne de 25 km/h sur la partie urbaine de la ligne et de 39 km/h sur la partie ferrée.

Sélection de vues de l'intérieur des U 52600
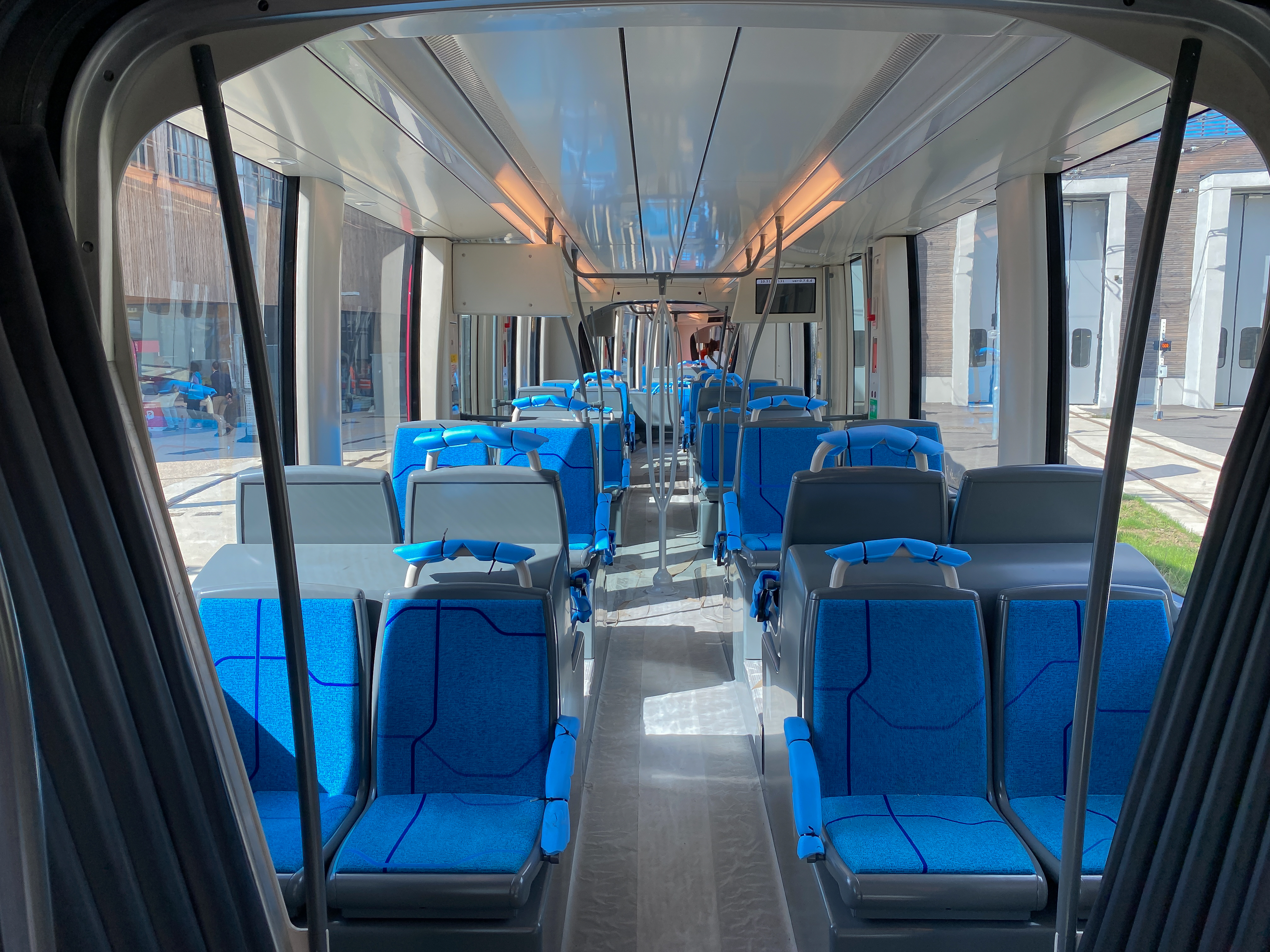
Vue globale de l'intérieur.
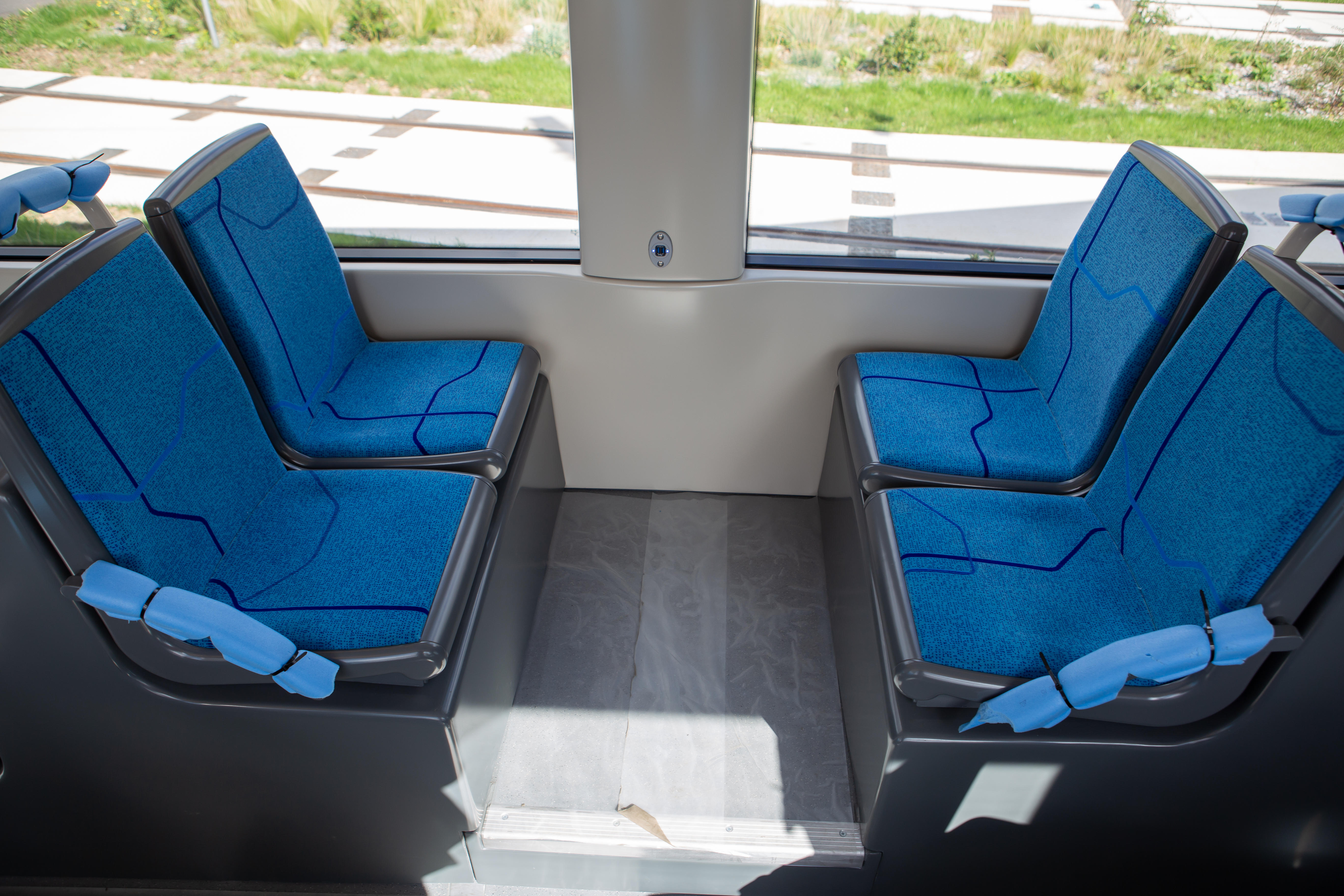
Sièges en configuration face-à-face 2+2 et prise USB.
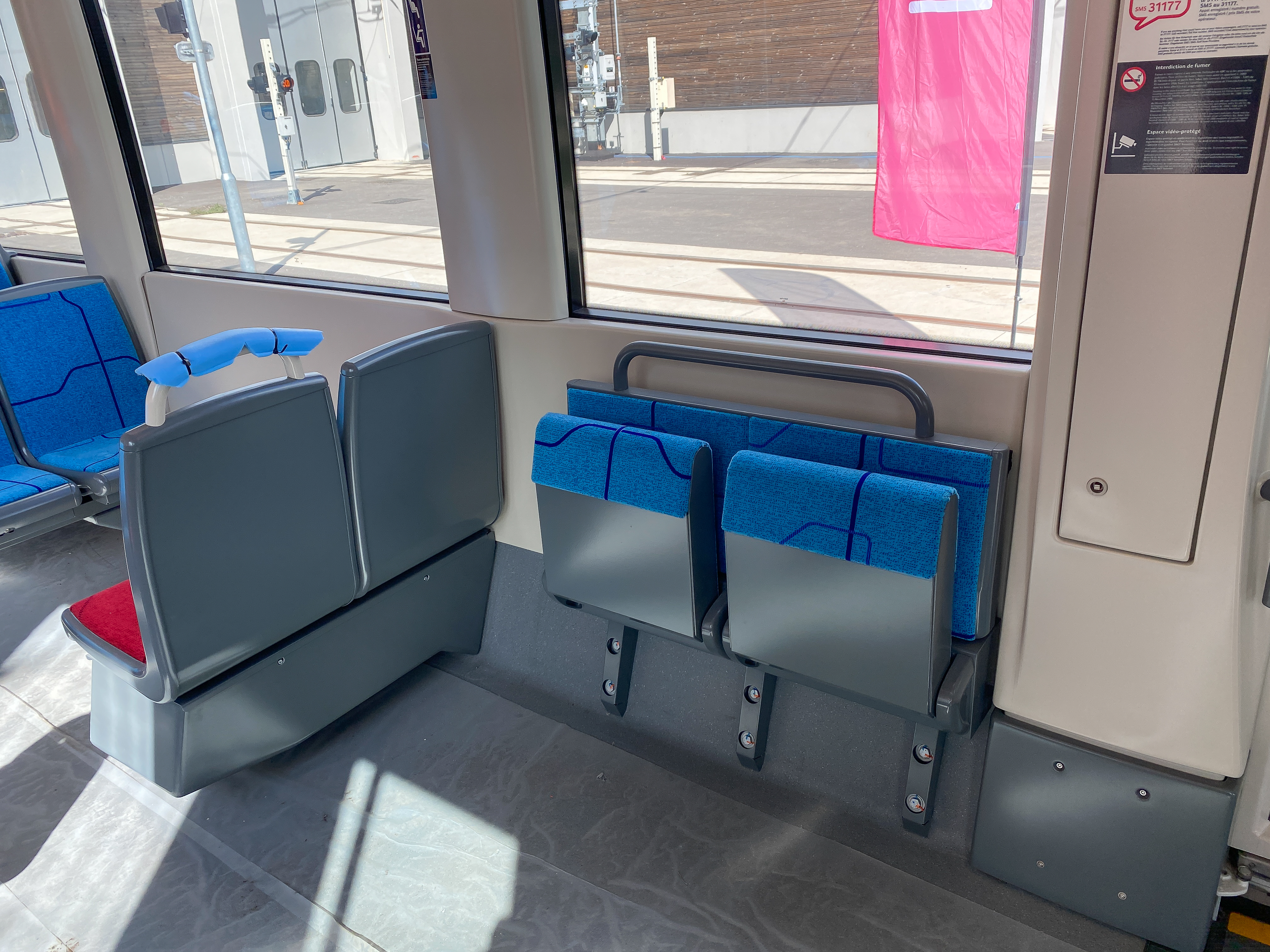
Strapontins contre les parois des voitures.
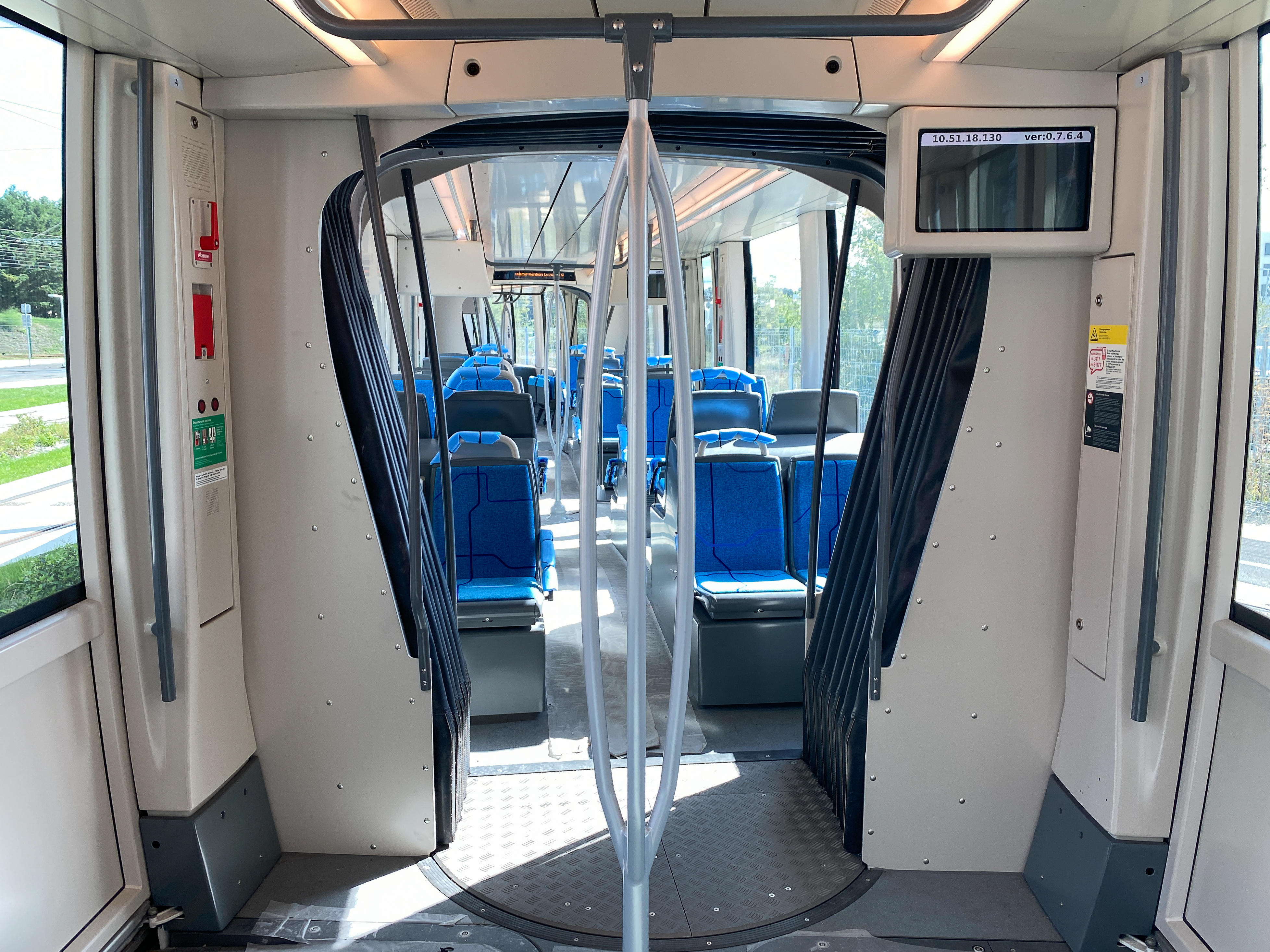
Écran d'information.

### Tarification et financement
La tarification de la ligne est identique à celle en vigueur sur tout le réseau du tramway d'Île-de-France. Un ticket « bus-tram », qui remplace le ticket t+ au 1er janvier 2025, permet un trajet simple quelle que soit la distance, avec une ou plusieurs correspondances possibles avec les autres lignes de bus et de tramway pendant une durée maximale de 1 h 30 entre la première et dernière validation. En revanche, un ticket validé dans un bus ne permet pas d'emprunter le métro, ni le Transilien et le RER. Une exception existe à titre temporaire pour l'emprunt des T11 à T13, précédemment accessibles avec le billet origine-destination, où le ticket « métro-train-RER » est nécessaire.
Le financement du fonctionnement de la ligne (entretien, matériel et charges de personnel) est assuré par l'exploitant. Cependant, les tarifs des billets et abonnements dont le montant est limité par décision politique ne couvrent pas les frais réels de transport. Le manque à gagner est compensé par l'autorité organisatrice, Île-de-France Mobilités, présidée depuis 2005 par le président du Conseil régional d'Île-de-France et composé d'élus locaux. Elle définit les conditions générales d'exploitation ainsi que la durée et la fréquence des services. L'équilibre financier du fonctionnement est assuré par une dotation globale annuelle aux transporteurs de la région grâce au versement mobilité payé par les entreprises et aux contributions des collectivités publiques.

### Atelier
Un atelier-garage, d'une superficie de 5 000 m2, a été construit à Massy, sur un ancien site du ministère de la Défense,. Il est situé au bord de la RD 117, face au centre commercial E.Leclerc. Les travaux ont débuté en 2017. Île-de-France Mobilités annonce le 12 février 2019 avoir quasiment terminé la construction de l'atelier-garage de Massy.
Le site assurera la maintenance des rames du tramway et leur garage. Il hébergera aussi le poste de commandement de la ligne.

Sélection de vues de l'atelier-garage
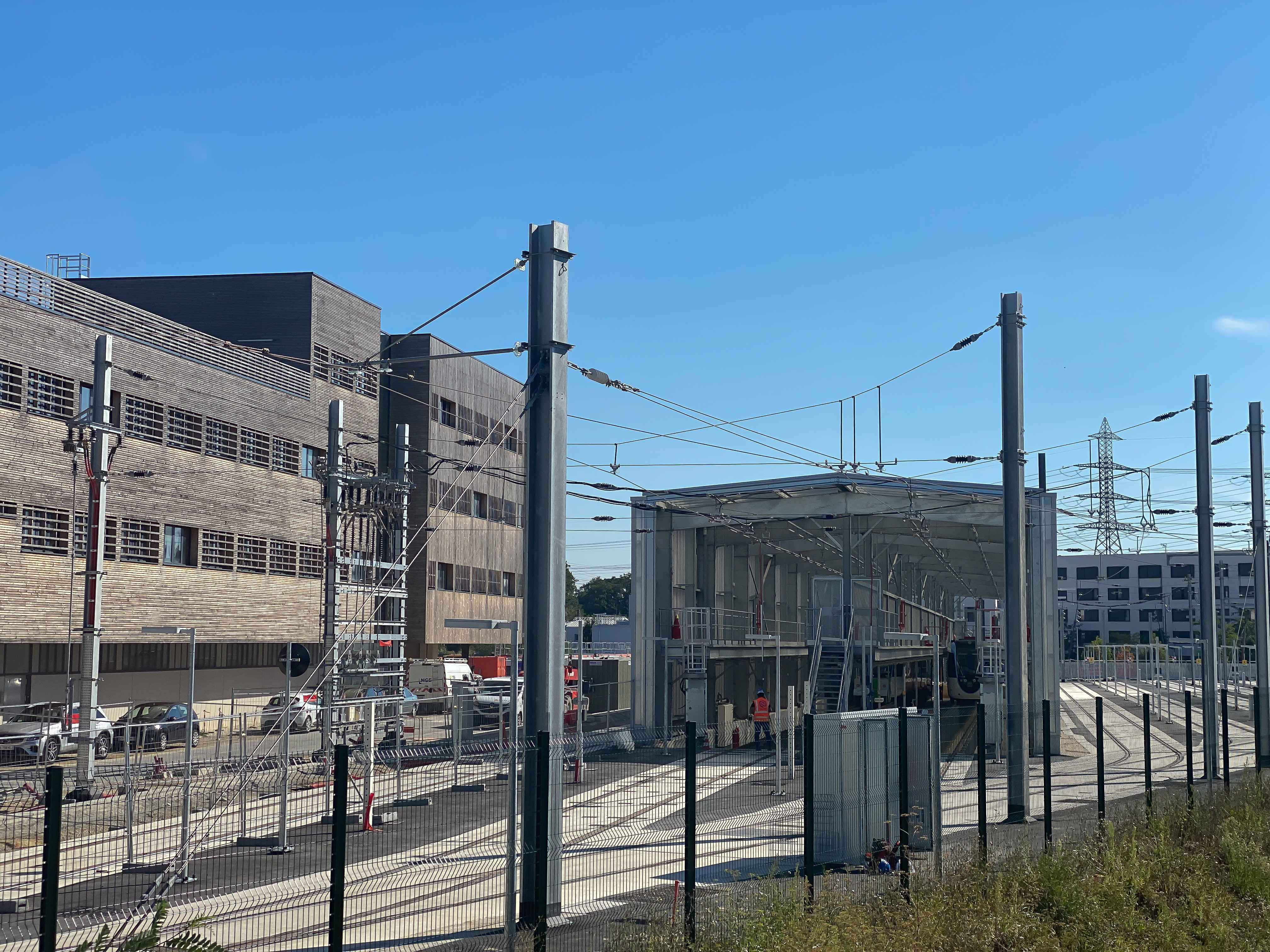
Vue des bâtiments.
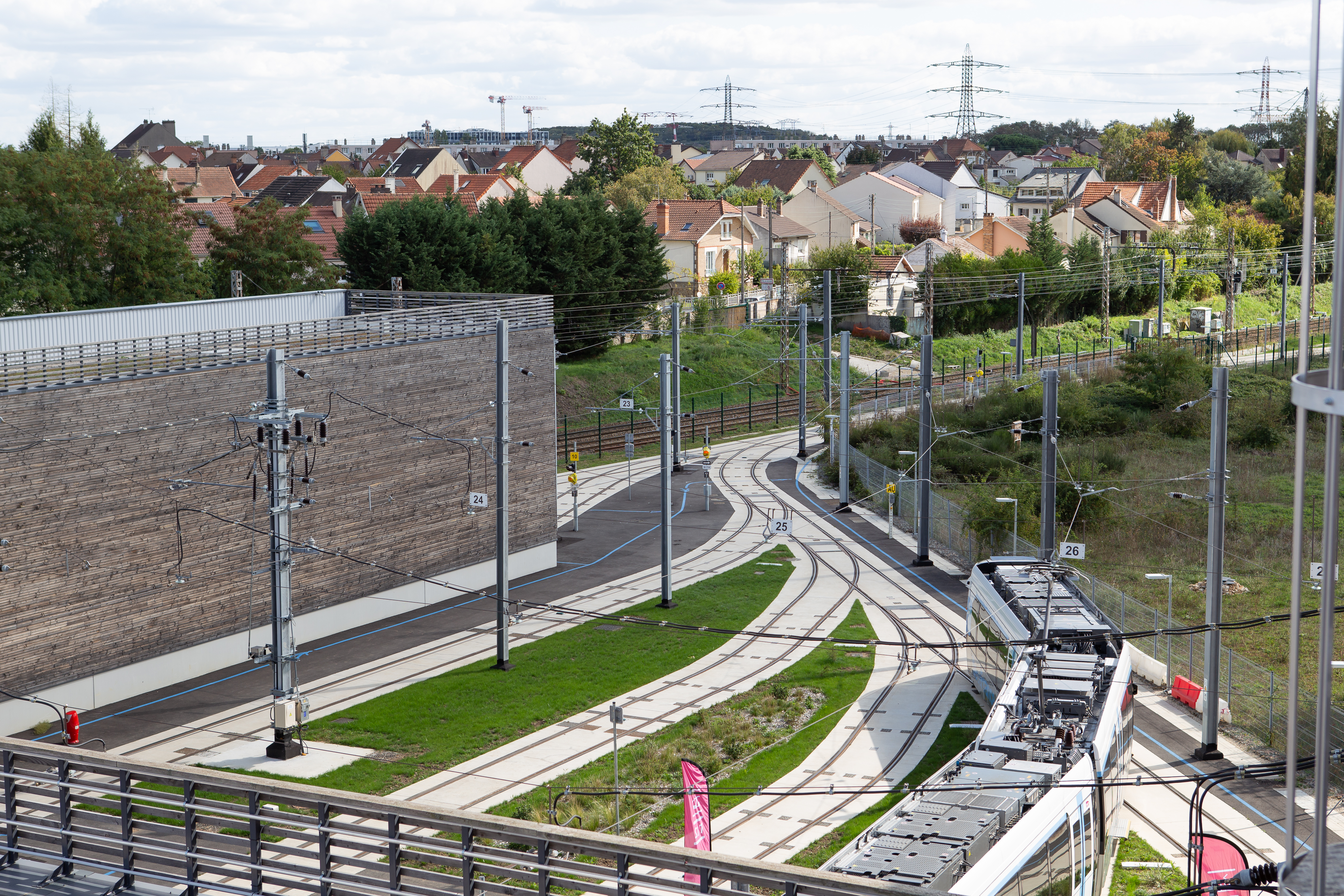
Voies d'entrée dans l'atelier.
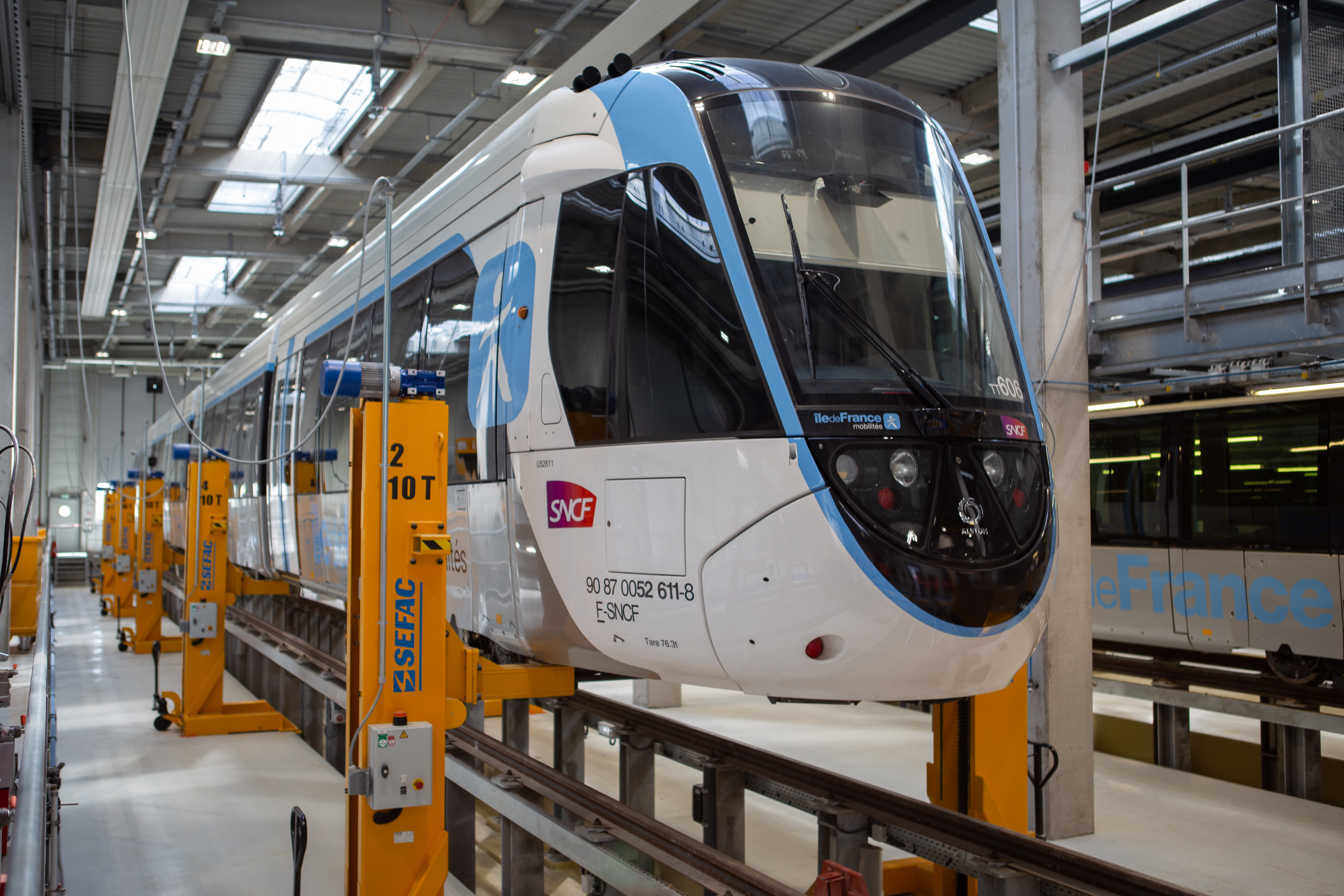
Une rame U 52600 à l'intérieur de l'atelier.
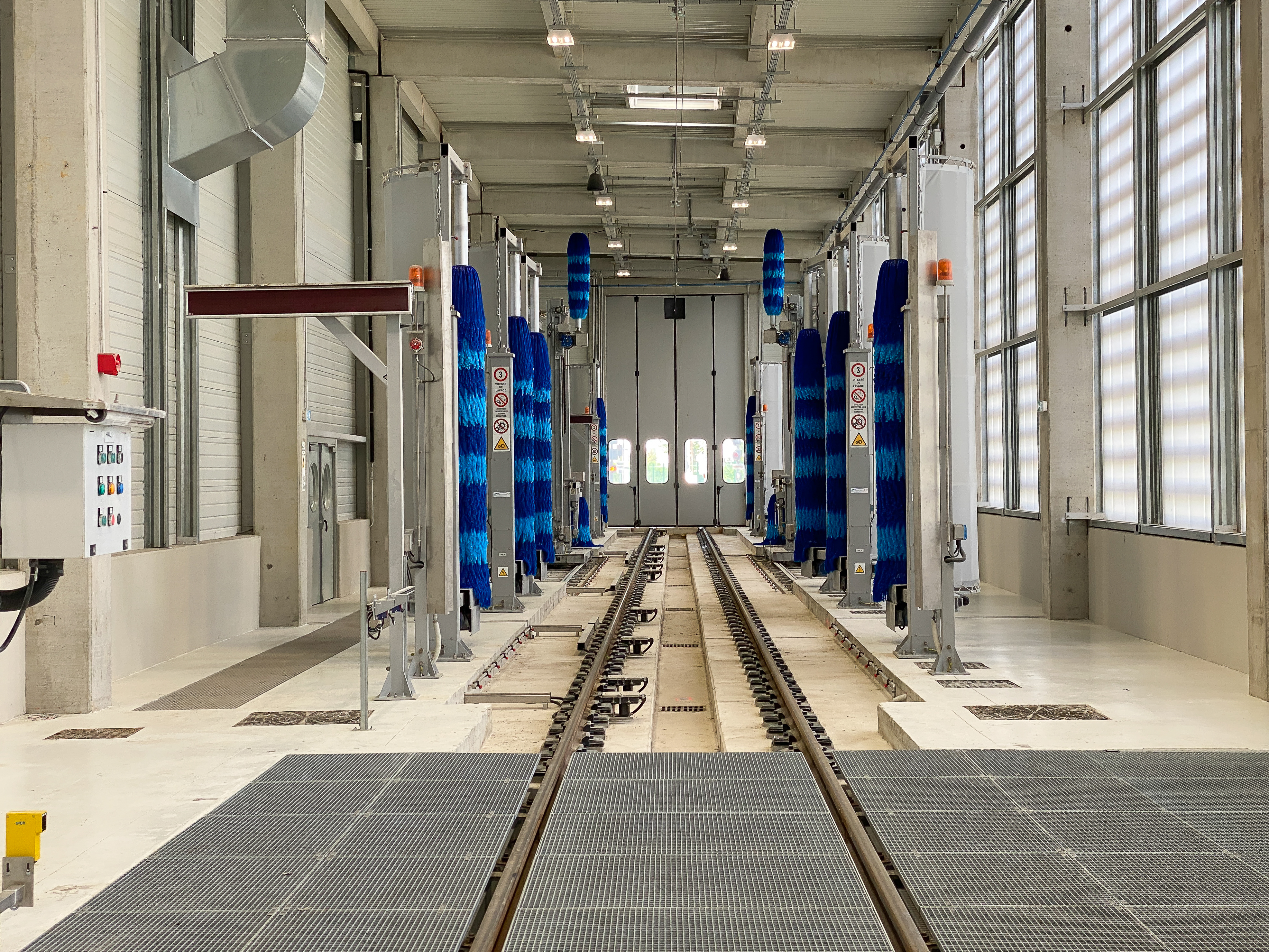
La zone de lavage des rames.

### Trafic escompté
Le trafic attendu lors de la mise en service de la ligne sera de 40 000 voyageurs chaque jour dont 1 700 aux heures de pointe sur le tronçon le plus chargé et 3 000 par heure et par sens.

## Coût et financement du projet
Le coût de réalisation est estimé à plus de 307 millions d'euros, auxquels il faut ajouter 84 millions d'euros pour le matériel roulant. Le projet est inscrit aux contrats de plan État-Région 2007-2013 et 2015-2020 pour un montant de 40 millions d'euros, dont 10 pour les études (Région : 7 millions, État : 3 millions) et 30 pour les premiers travaux après 2010 (Région : 21 millions, État : 9 millions).
L'enveloppe globale pourrait être abondée de soixante autres millions d'euros par le département de l'Essonne et par la région Île-de-France.
Le plan de financement de la ligne, d'un montant de 455 millions d'euros, est approuvé le 7 octobre 2015 par le STIF. La prise en charge est ventilée entre l'État (28 %), la région Île-de-France (53 %), le conseil départemental de l'Essonne (15 %) et SNCF Réseau (4 %).
Le coût de réalisation, en 2016, s'est ensuite élevé à 516 millions d'euros selon Le Parisien.
Cette somme prévisionnelle a ensuite atteint 553,1 millions d’euros en 2017, ce qui n'est cependant pas assez pour la SNCF.
En novembre 2021, le conseil départemental de l'Essonne annonce un dépassement du budget de 160 millions d’euros, soit un coût final de 560 millions d’euros. L'État, la région Île-de-France et le département financeront ce surcoût dû, entre autres, à des travaux de construction d'un ouvrage de consolidation le long de l'autoroute A6 et de dépollution des sols. Ces travaux supplémentaires entraîneront un retard d'une année repoussant la mise en service de la ligne à fin 2023,.
Lors du conseil d’administration d'Île-de-France Mobilités du 13 septembre 2022, SNCF Réseau a annoncé ne pas pouvoir tenir les délais pour plusieurs de ses chantiers en Île-de-France, dont celui du tramway T12, pour des raisons financières liées à un taux d'inflation de la construction à plus de 11 % et à des surcoûts non financés. La date de mise en service de la ligne est cependant maintenue pour décembre 2023.

## Prolongement envisagé de Massy - Palaiseau à Versailles-Chantiers (nouvelle ligne V du Transilien)

Plan de la ligne après extension.

Tracé de la ligne après le prolongement à Versailles.

Fin 2008, la SNCF a proposé que la section entre les gares de Versailles-Chantiers et de Pont de Rungis (une fois qu'elle sera fusionnée à la suite de la mise en service du tram-train Évry – Massy) sorte du schéma du RER C pour être intégrée à un projet de tram-train reliant les gares de Versailles-Chantiers et de Sucy - Bonneuil.
Toutefois, lors de la concertation publique sur le tram-train Évry – Massy, de nombreux avis se sont exprimés en faveur d'une autre solution : le prolongement du tram-train Évry – Massy jusqu'à la gare de Versailles-Chantiers. Les deux projets ne sont pas compatibles.
Le 26 janvier 2011, l'État et la Région se sont mis d'accord sur les grandes orientations des transports en commun en Île-de-France en citant l'éventuel prolongement du tram-train Évry-Courcouronnes – Massy à Versailles-Chantiers, avec l'indication d'une mise en service, initialement prévue, en 2020.
Début 2011, dans un cahier d'acteur déposé dans le cadre du débat public sur la LGV Interconnexion Sud, la SNCF a semblé prendre acte de ce choix concernant la section entre les gares de Versailles-Chantiers et de Massy - Palaiseau en proposant d'intégrer la section entre Massy - Palaiseau et Pont de Rungis à une tangentielle de Massy - Palaiseau à Sucy - Bonneuil via Pont de Rungis.
Le 16 mai 2013, le Syndicat des transports d'Île-de-France (STIF) a officiellement validé le prolongement du tram-train jusqu'à la gare de Versailles-Chantiers. Le tram-train se substituerait ainsi complètement à la branche C8 du RER C. Le projet a été présenté en concertation préalable du 1er juin au 7 juillet 2013. Il est prévu une fréquence d'un tramway toutes les dix minutes aux heures de pointe.
Une station supplémentaire est en outre envisagée au niveau du carrefour du Pileu, à la limite des communes de Massy et d'Igny.
Le tracé actuel prévoit la desserte des stations suivantes (noms au 17 mars 2013).
|  |   |  | Station                | Zone | Communes                          | Correspondances                                                |
|  | - |  | ---------------------- | ---- | --------------------------------- | -------------------------------------------------------------- |
|  | • |  | Massy - Palaiseau      | 4    | Massy, Palaiseau                  | existant : ; grandes lignes (dont Massy TGV) en construction : |
|  | • |  | Igny                   | 4    | Igny                              |                                                                |
|  | • |  | Bièvres                | 4    | Bièvres                           |                                                                |
|  | • |  | Vauboyen               | 4    | Jouy-en-Josas, Bièvres            |                                                                |
|  | • |  | Jouy-en-Josas          | 4    | Jouy-en-Josas                     |                                                                |
|  | • |  | Petit Jouy - Les Loges | 4    | Jouy-en-Josas, Les Loges-en-Josas |                                                                |
|  | ■ |  | Versailles-Chantiers   | 4    | Versailles                        | existant : envisagé :                                          |

Calendrier du projet
Le calendrier prévisionnel du prolongement (en 2013) comprenait les étapes suivantes :  
- 2013 : concertation ;
- 2013-2015 : études complémentaires ;
- 2015 : enquête publique ;
- 2015-2017 : études approfondies ;
- 2017 : début des travaux ;
- ultérieurement : mise en service.

En février 2017, selon le conseil régional d'Île-de-France, le prolongement est programmé pour une mise en service à l'horizon 2025. En juillet 2018, les travaux ont commencé notamment le long de l'A6 pour la partie sud du projet, mais n'ont toujours pas commencé pour le prolongement jusqu'à Versailles.
Ce prolongement est retardé par la réglementation qui impose la suppression de passages à niveau,.
Le projet de prolongement du tram est mis en suspens en raison d'une réglementation contraignante sur les passages à niveau. La section de Massy - Palaiseau à Versailles-Chantiers du RER C a été transformée en ligne V du Transilien le 10 décembre 2023.
Contrairement à celui du tramway T13, le prolongement du tramway T12 n'est pas inscrit au Contrat de plan État - Région (CPER) 2023-2027 : sans financement, sa réalisation paraît alors incertaine dans les années à venir.

## Galerie de photographies

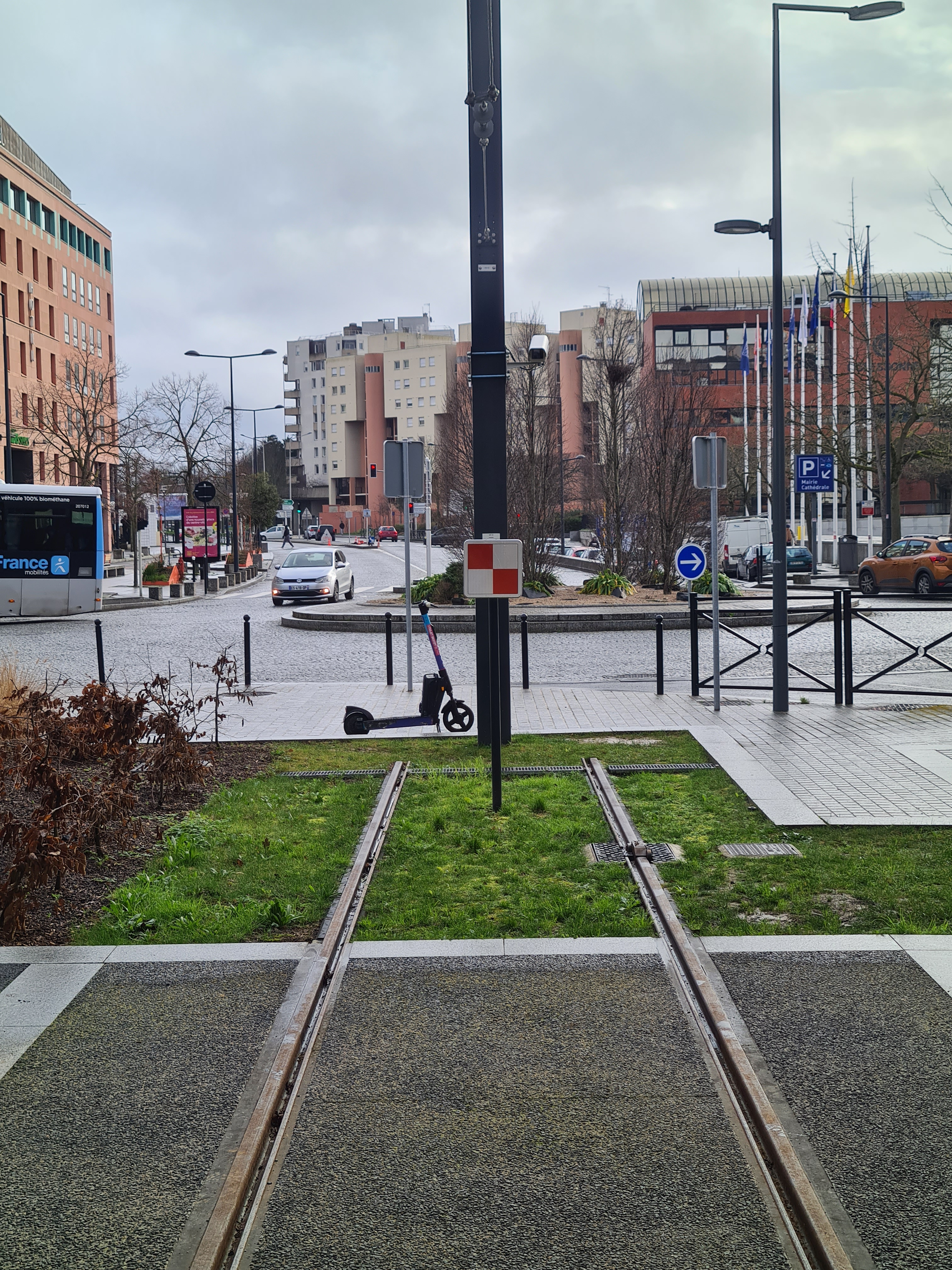
Extrémité de la ligne à Évry-Courcouronnes
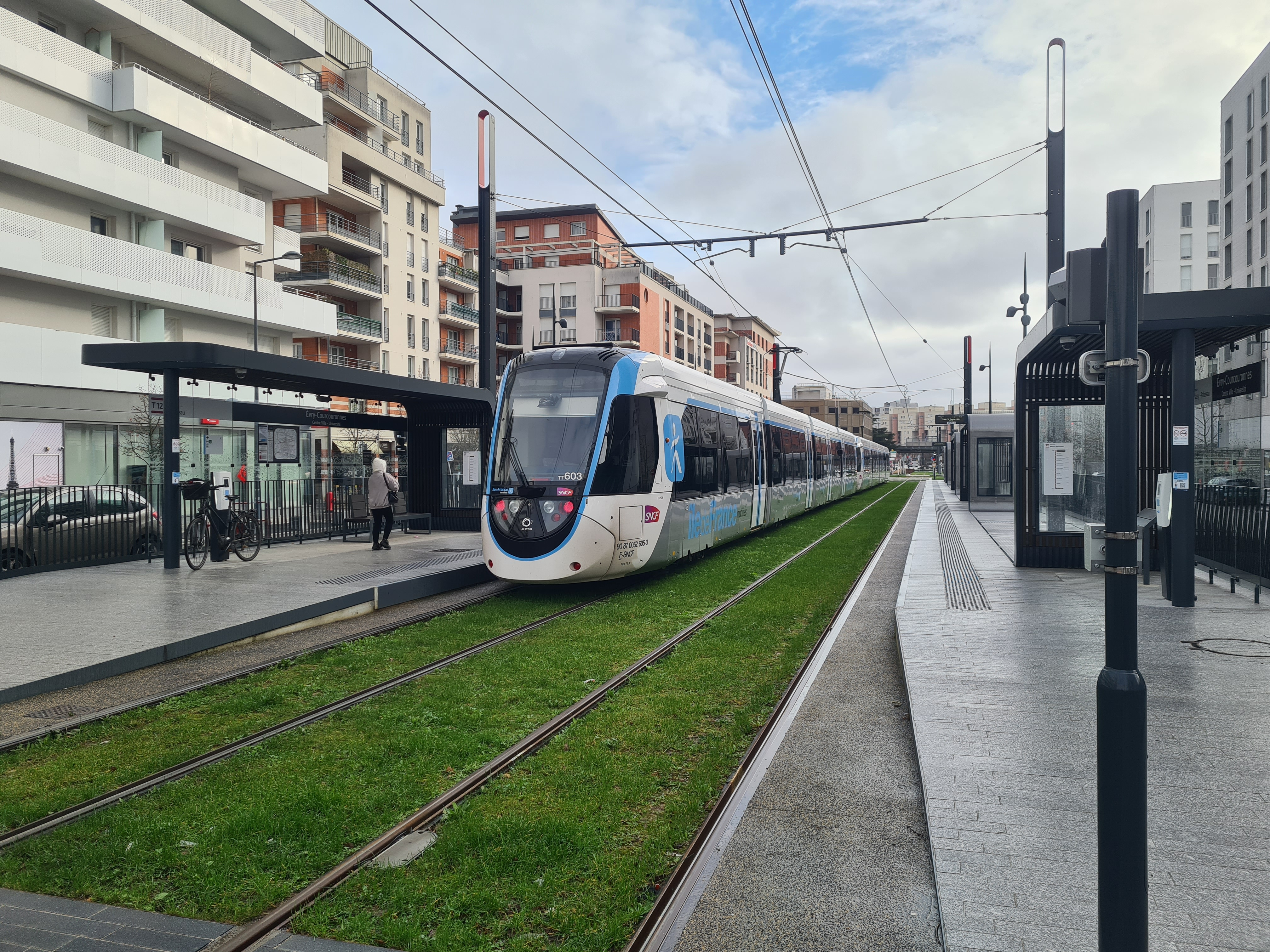
Rame dans la station d'Évry-Courcouronnes
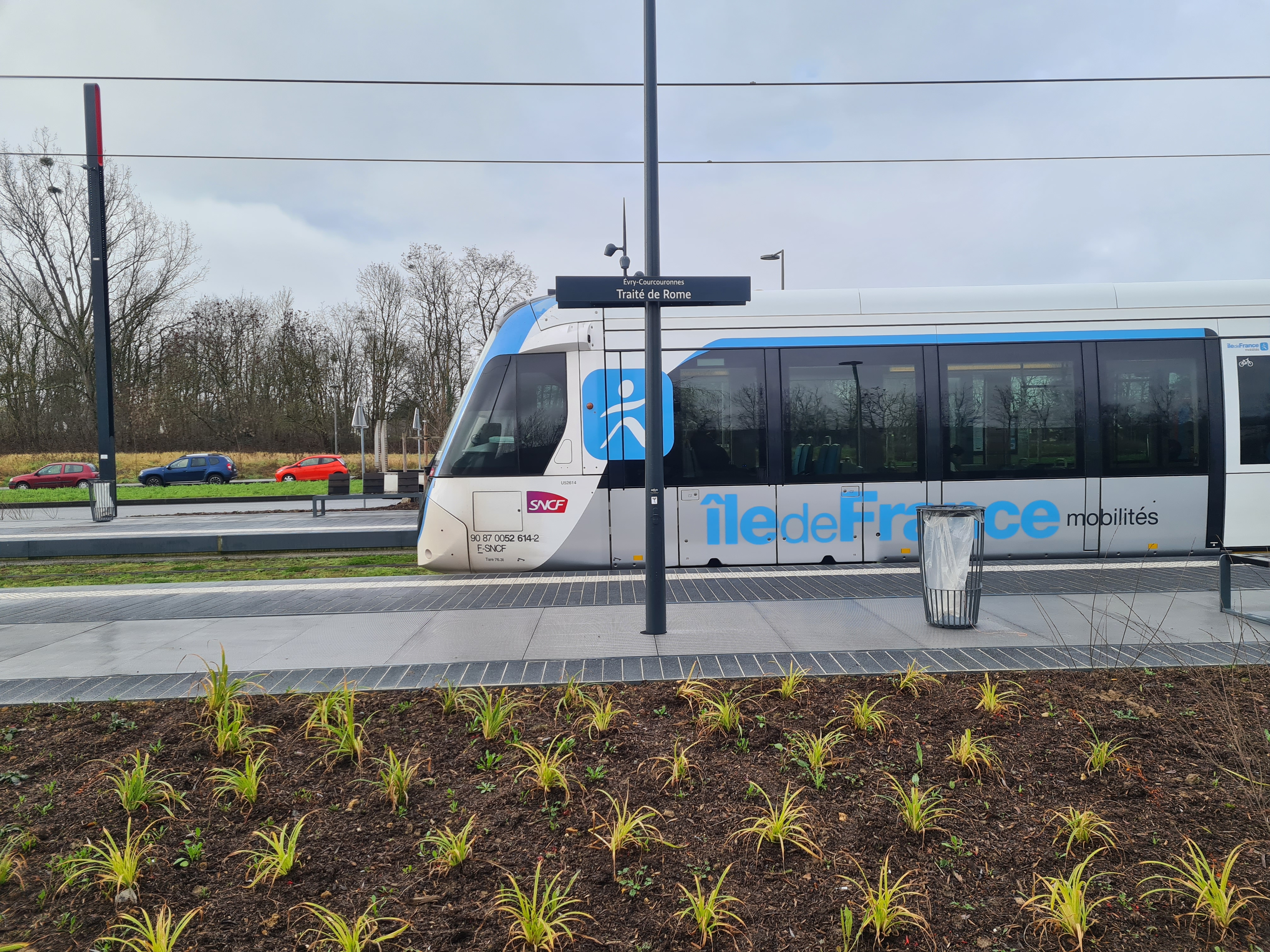
Rame à la station Traité de Rome
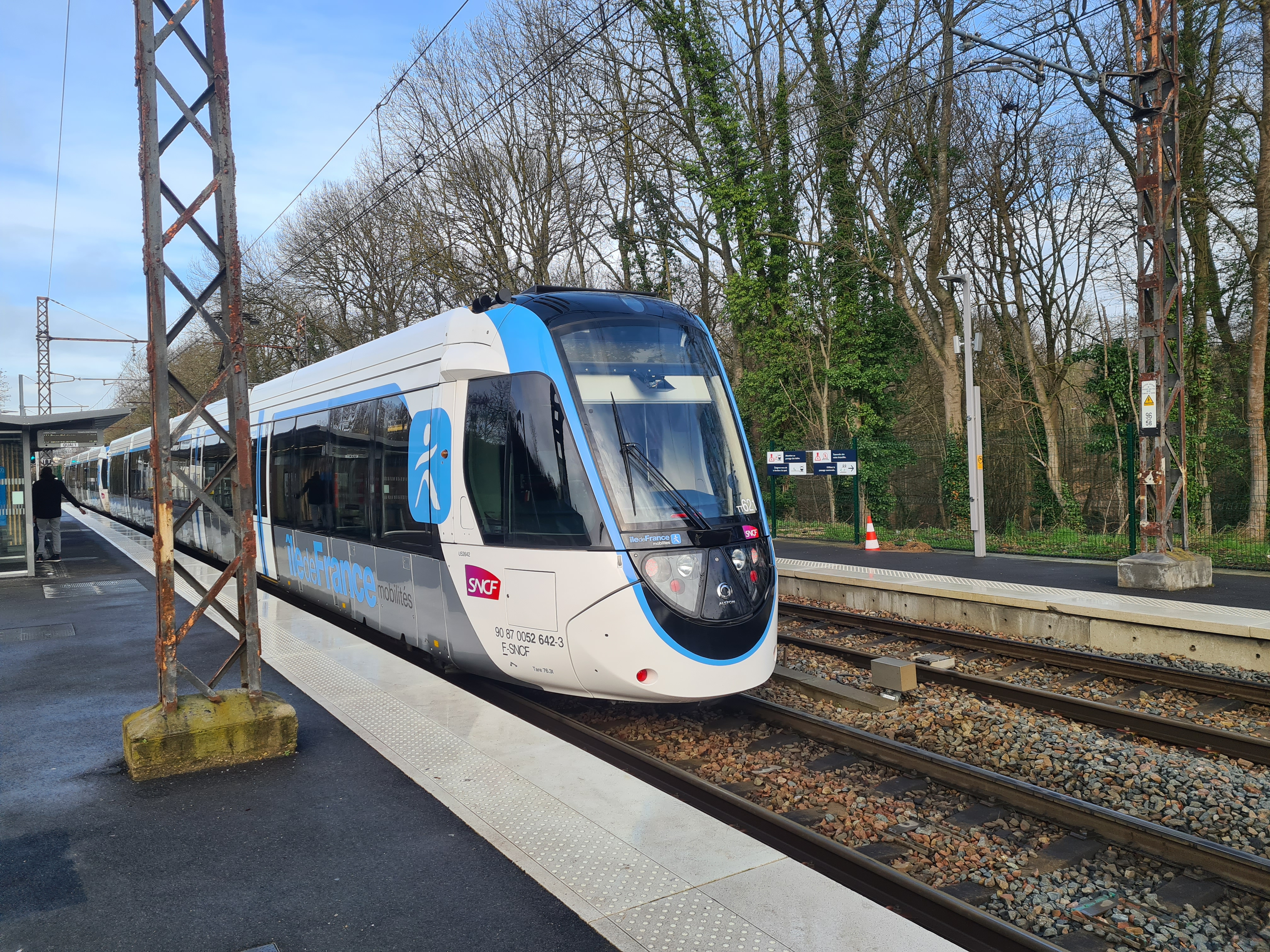
Rame à la station Petit Vaux
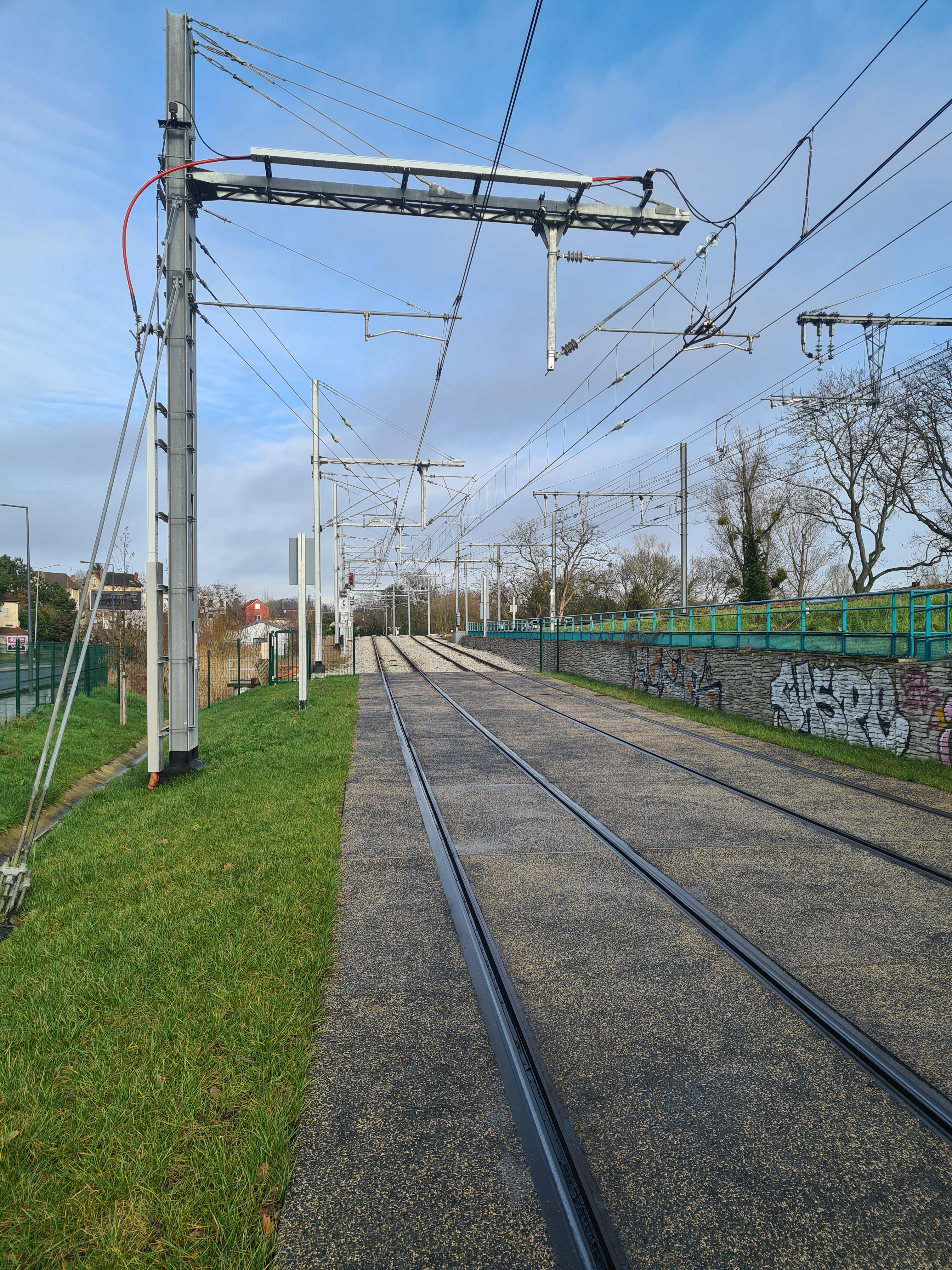
Jonction entre la section "tramway" et la section "train".

## Lieux desservis

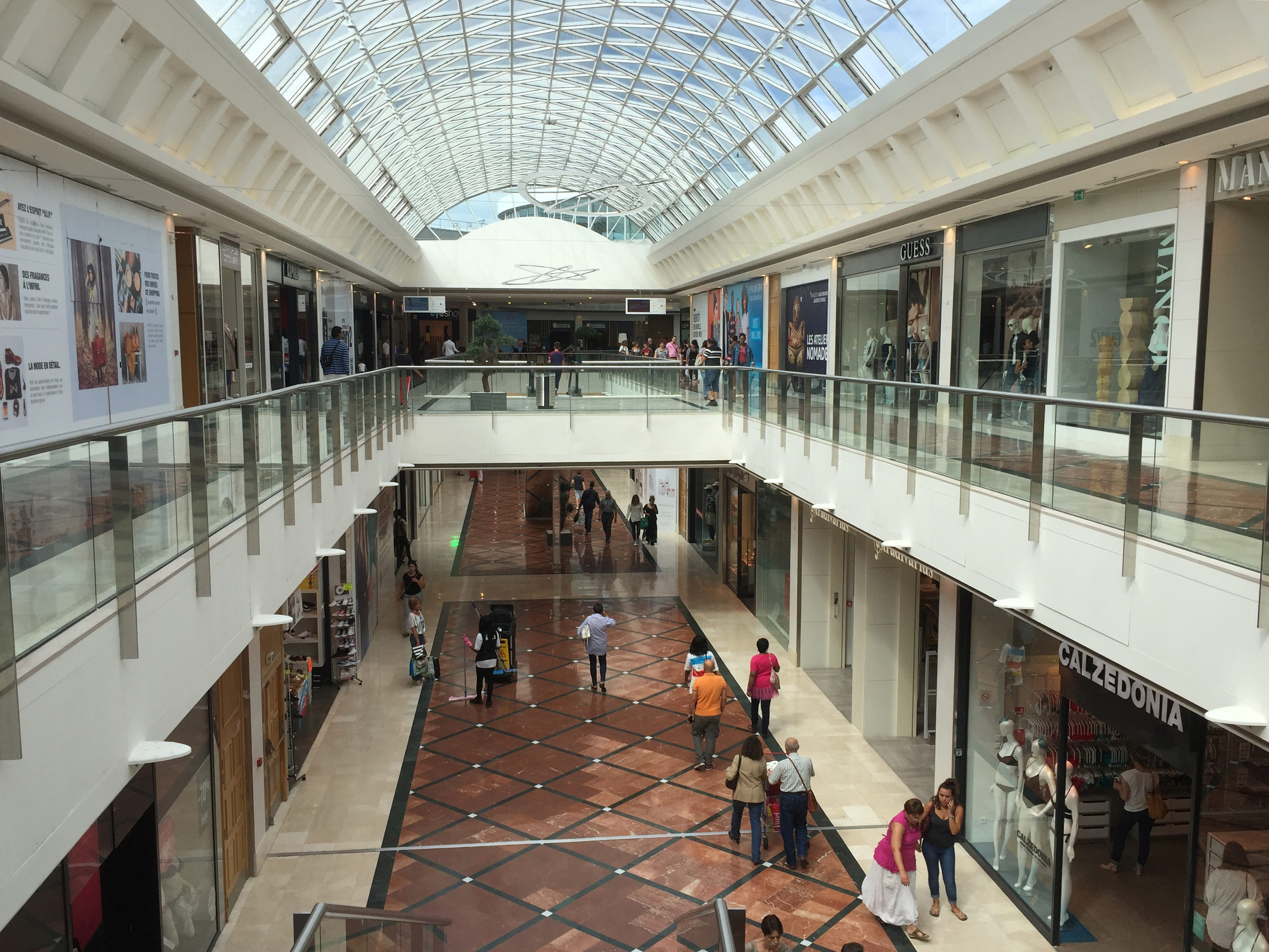
Le centre commercial Le Spot Évry.

La ligne T12 dessert, de l'ouest à l'est, les lieux suivants :
- le pôle scientifique et technologique du plateau de Saclay comprenant notamment l'École polytechnique (Massy - Palaiseau) ;
- l'hôtel de ville de Chilly-Mazarin (station Chilly-Mazarin) ;
- les bords de l'Yvette (stations Gravigny-Balizy, Petit Vaux et Épinay-sur-Orge) ;
- les bords de l'Orge (stations Épinay-sur-Orge et Parc du Château) ;
- le château de Morsang (station Parc du Château) ;
- la préfecture d'Essonne, l'université d'Évry et le centre commercial Le Spot Évry (station Évry-Courcouronnes).